# Alfa Romeo
Alfa Romeo (Альфа Ромео) — з 1910 року італійський виробник автомобілів, автобусів, локомотивів, трамваїв, яхт та промислового обладнання. Штаб-квартира розташована в місті Турин. 1932 року компанію купує фірма IRI, 1986 року — компанія Fiat Group, , 2007 року — Stellantis Europe.
Компанія була заснована під назвою ALFA (Anonima Lombarda Fabbrica Automobili) 24 червня 1910 року в Мілані. ALFA ризикнула відразу ж взяти участь в автогонках з пілотами Франкіні і Ронцоні в гонці Targa Florio 1911 року на двох моделях 24 HP.
Починаючи зі свого заснування, Alfa Romeo брала активну участь в автомобільних гонках, і заслужила звання гідних спортивних автомобілів.
Власником компанії з 1932 по 1986 роки був державний італійський холдинг IRI перед тим, як Alfa Romeo стала частиною концерну Fiat Group, а пізніше, з 2007 року, вже частиною Fiat Group Automobiles S.p.A. Зараз компанією володіє FCA Italy.
Протягом всієї історії Alfa Romeo успішно виступала в різних значущих автомобільних гоночних турнірах і чемпіонатах, включаючи гонки серії Гран-прі, Формулу-1, спортивні перегони серії Індікар, кільцеві автогонки серії Touring і в ралійних гонках. Alfa Romeo брала участь у кубках конструкторів у різних гоночних серіях під своїми командними назвами Alfa Corse або Autodelta. Крім того, Alfa Romeo виступала під іншими брендами і поставляла двигуни для різних гоночних команд. Варто відзначити, що Alfa Romeo виграла найперший світовий чемпіонат Гран-прі 1925 року. Під егідою марки Енцо Феррарі заснував гоночну команду Scuderia Ferrari, яка була командою Alfa Romeo до того, як стала незалежною 1939 року. 1954 року компанія розробила класичний двигун Alfa Romeo Twin Cam, який залишався у виробництві до 1995 року. Варто зазначити, що під час 1960-х і 1970-х років Alfa Romeo випустила величезну кількість спортивних автомобілів, але, не дивлячись на це, італійська урядова компанія Finmeccanica (зараз Leonardo), власник компанії, що гналася за отриманням вигоди, продала марку Фіату 1986 року.

## Заснування компанії ALFA

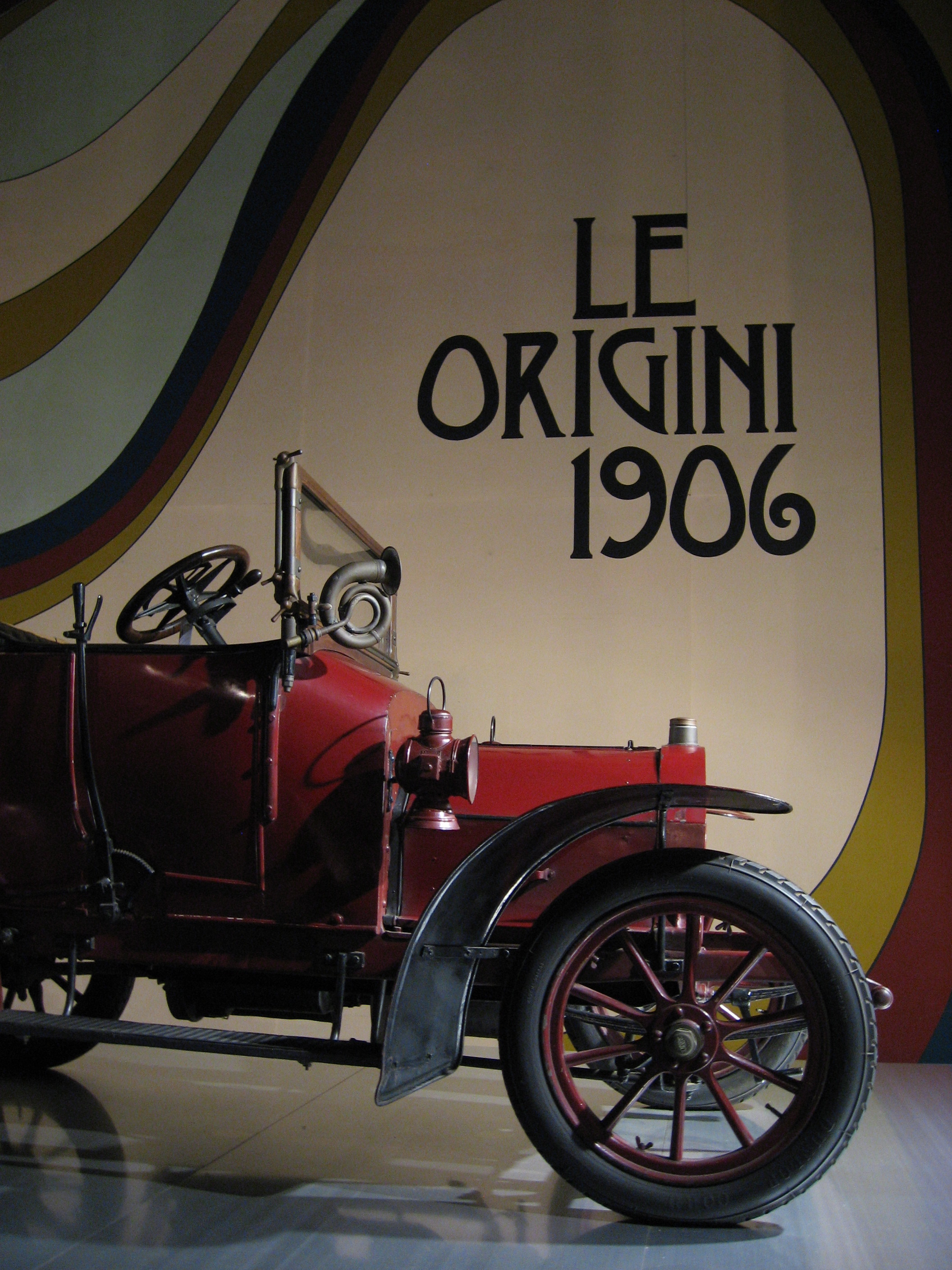
Darracq 8/10HP 1908 року, попередник Alfa Romeo, зібраний в Італії

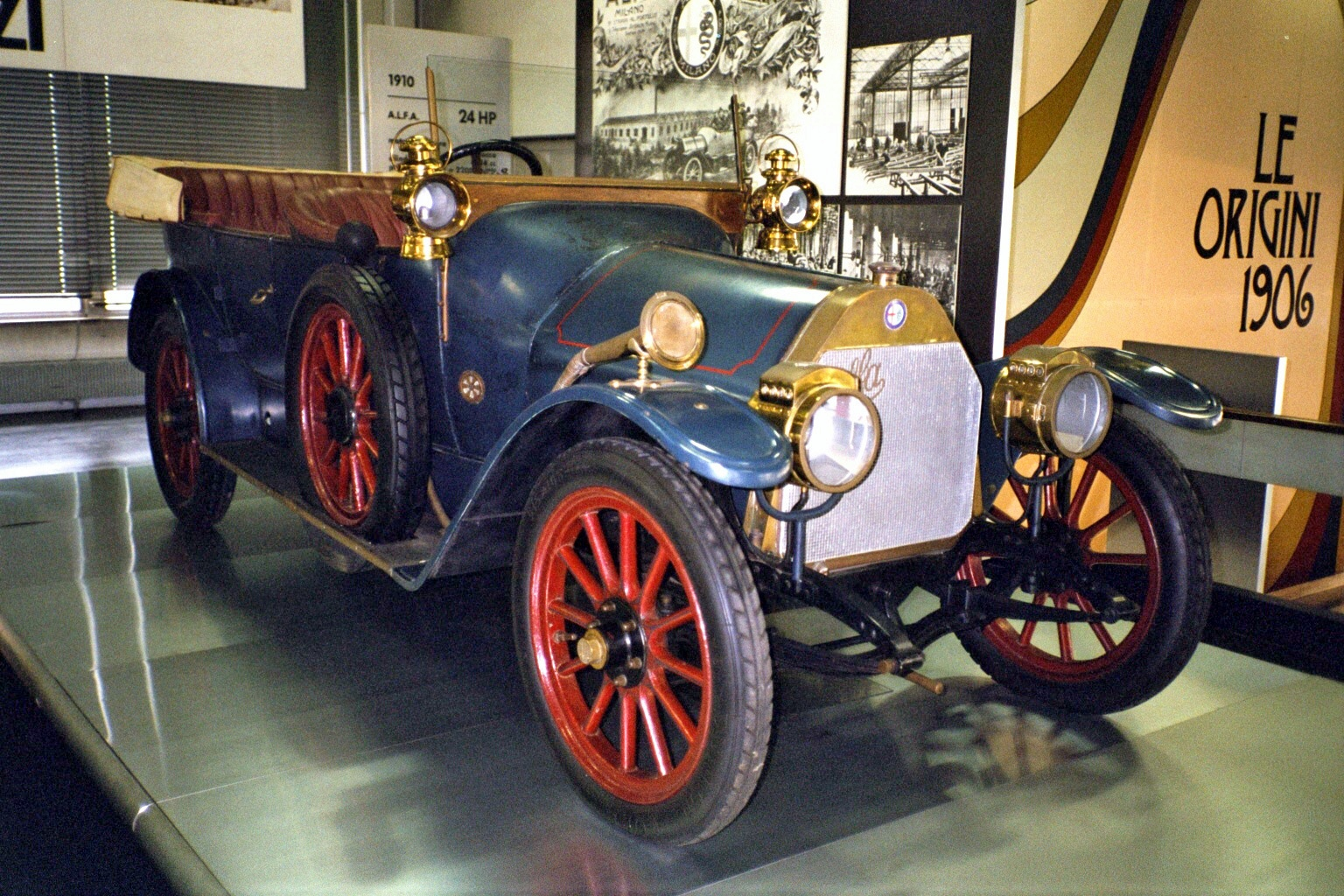
ALFA 24HP з дизайном від Castagna в кузові торпедо. Перший автомобіль, створений Anonima Lombarda Fabbrica Automobili 1910 року

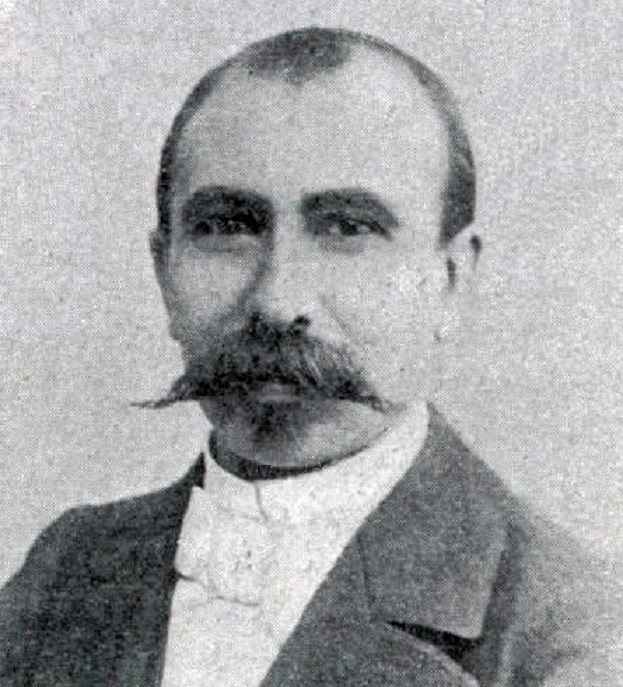
Олександр Даррак

Компанія, що зараз носить назву Alfa Romeo, була заснована як Società Anonima Italiana Darracq (SAID) 1906 року французьким автомобільним інженером Олександром Дарраком за допомогою італійських інвестицій. Однією з них став впливовий аристократ з Мілану — кавалер Уго Стелла, який отримав посаду голови SAID 1909 року. Спочатку компанія базувалася в Неаполі, але коли почалося планування з будівництва заводу, Даррак наприкінці 1906 року вирішив, що Мілан буде зручнішим і відповідним для заводу, тому було придбано простір у передмісті Мілану — містечку Портелло (зараз — Зона 8), де був побудований новий завод Alfa Romeo Portello Plant на території в 6700 квадратних метрів.
З кінця 1909 року італійські моделі Darracq продавалися дуже повільно, у результаті чого Уго Стелла з іншими співінвесторами вирішив заснувати нову компанію під назвою ALFA (італ. Anonima Lombarda Fabbrica Automobili), спочатку все ще при партнерстві з Darracq. Першим не-Darracq автомобілем, випущеним компанією 1910 року, стала модель 24HP, розроблена італійським інженером Джузеппе Мерозі, який був найнятий на роботу 1909 року для розробки нових автомобілів, більш придатних для італійського ринку. Мерозі зміг розробити нову серію моделей ALFA з більш потужними двигунами — 40/60 HP. ALFA ризикнула відразу ж взяти участь в автогонках з пілотами Франкіні і Ронцоні в гонці Targa Florio 1911 року на двох моделях 24HP. 1914 року була зібрана спеціальна гоночна модель для класу Гран-прі — ALFA GP з чотирициліндровим двигуном системи DOHC, чотирма клапанами на циліндр і подвійним уприскуванням. Однак початок Першої світової війни призупинив виробництво ALFA на три роки.

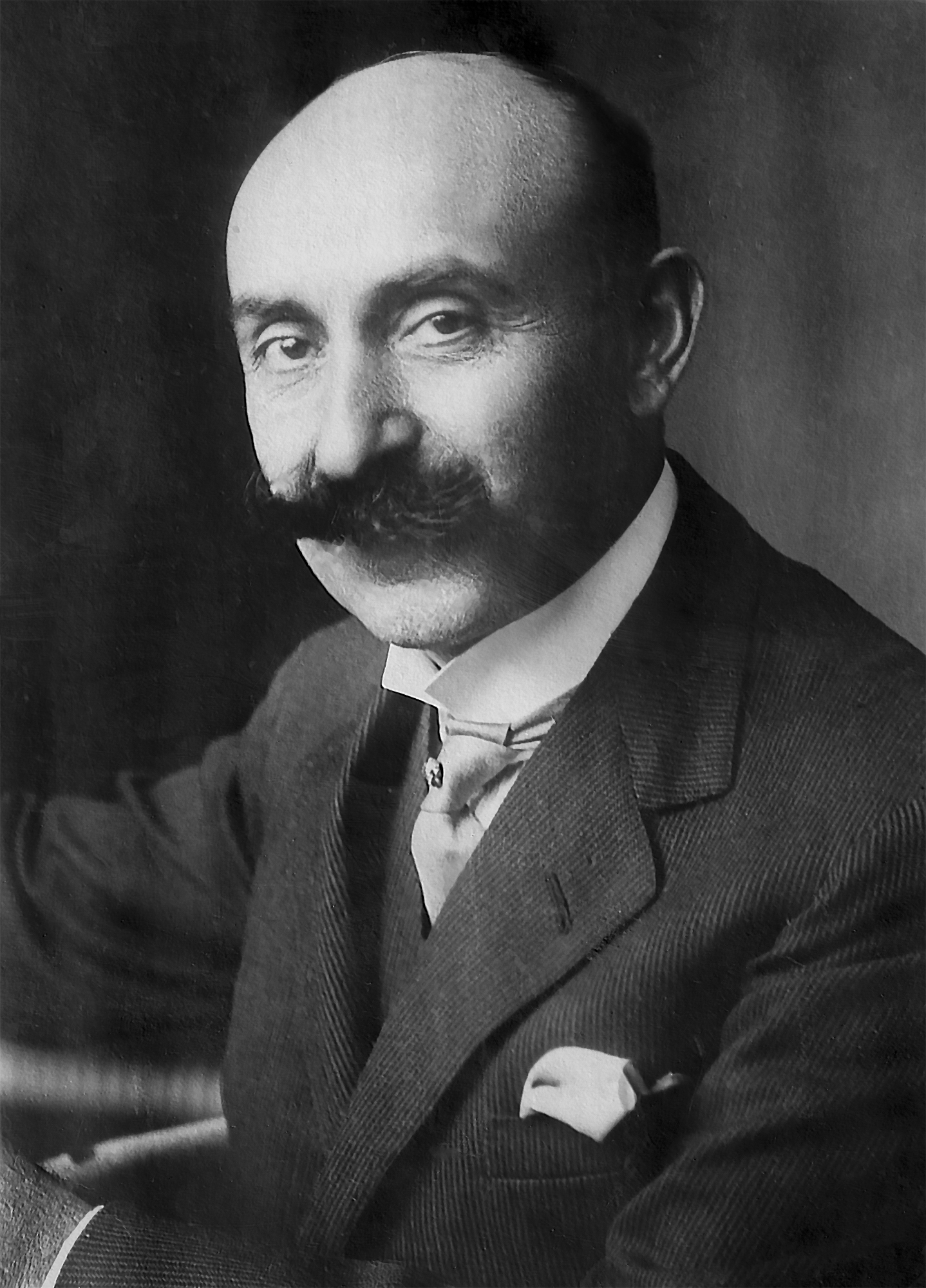
Нікола Ромео

У серпні 1915 року компанія перейшла під управління неаполітанського підприємця Ніколи Ромео, який перевів заводи на виробництво військового обладнання для італійської та союзницької армій. Військове спорядження, двигуни для літаків та інші компоненти, включаючи генератори і компресори — все це було зроблено на основі існуючих автомобільних двигунів компанії на зміцнілому заводі в ході війни. Після війни Ромео інвестував свій військовий прибуток у придбання локомотивних і залізничних заводів у Саронно (Costruzioni Meccaniche di Saronno), Римі (Officine Meccaniche Tabanelli) і Неаполі (Officine Ferroviarie Meridionali), які згодом були додані під його контроль у компанію ALFA.

## Компанія Alfa Romeo
Автомобільне виробництво не стояло на першому місці, але воно було відновлене 1919 року, після того як залишилися деталі для виробництва 105 автомобілів, що лежали ще на заводі ALFA з 1915 року. 1918 року назва компанії була змінена на Alfa Romeo. Першим автомобілем, який отримав нову емблему, став Torpedo 20/30HP. Її перший успіх у перегонах припав на 1920 рік, коли Джузеппе Кампарі виграв гонку в Муджелло, а другим успіхом стало друге місце в гонці Targa Florio з пілотом Енцо Феррарі. Джузеппе Мерозі продовжував залишатися головним інженером, а компанія продовжувала випускати дорожні автомобілі нарівні з успішними гоночними моделями (включаючи 40/60HP і RL Targa Florio).
1923 року Вітторіо Яно заманили в Alfa Romeo з Fiat, частково завдяки переконливості молодого гонщика Alfa Romeo Енцо Феррарі. Яно замінив Мерозі на посаді головного інженера Alfa Romeo. Першим автомобілем під керівництвом Яно стала модель  P2 Grand Prix, яка виграла для Alfa Romeo найперший світовий чемпіонат Гран-прі 1925 року. Для дорожніх автомобілів Яно розробив серію з дрібно-середніх рядних 4-, 6-, 8-циліндрових двигунів на базі P2, які породили основу двигунів компанії, створених з легкосплавних матеріалів, що мали напівсферичні головки для спалювання палива, центрально встановлені свічки, два ряди клапанів на циліндр і систему двох розподільчих валів. Розробки Яно були потужними і надійними.
Енцо Феррарі став більш успішним гоночним менеджером, ніж гонщиком, і після того як заводська команда була приватизована, він заснував Scuderia Ferrari. Після того як Ferrari покинула Alfa Romeo, Енцо повернувся до проектування своїх власних автомобілів. Таціо Нуволарі частіше за всіх керував гоночними Alfa, вигравши на них велику кількість гонок перед Другою світовою війною.

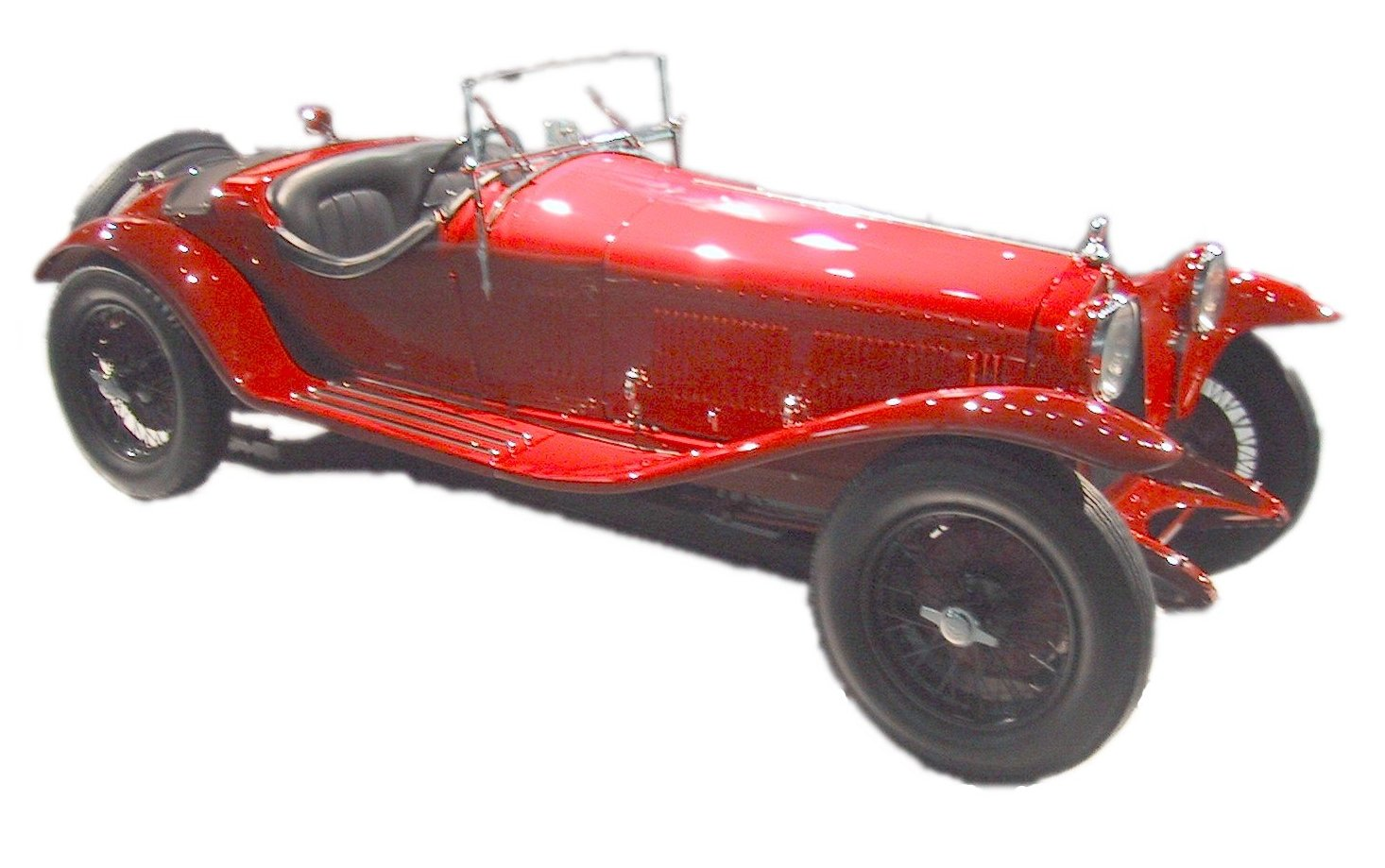
Alfa Romeo 6C

На базі моделі P2 1925 року була створена дорожня версія 6C1500.

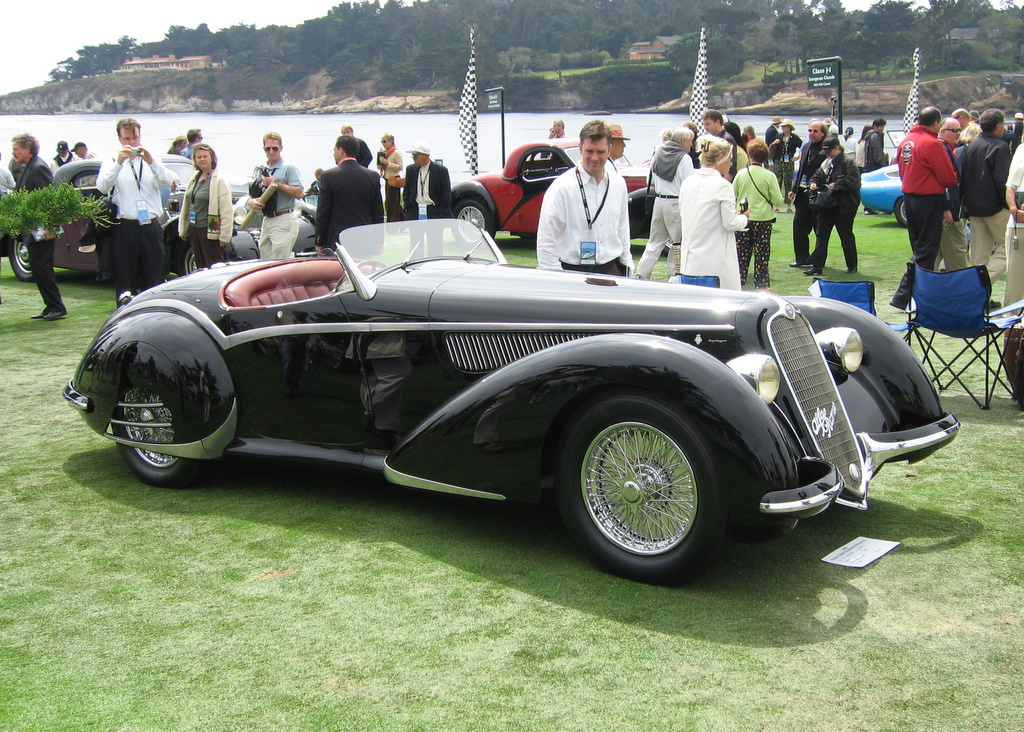
Alfa Romeo 8C 2900B Touring Spider 1937 року

1928 року Нікола Ромео покинув компанію, залишивши Alfa потопати в банкрутстві після закінчення оборонних контрактів. Наприкінці 1932 року Alfa Romeo була відроджена урядом, який налагодив ефективне управління на підприємстві. Alfa Romeo стала інструментом Італії для Муссоліні і національною емблемою. В ході цього періоду часу були побудовані під замовлення моделі для заможних людей з кузовами від Carrozzeria Touring або Pininfarina. Даний час став піком для Alfa Romeo 2900B Type 35 у гонках. Однак, справжній успіх і популярність прийшли до моделі 6С 1750, що народилася 1929 року.

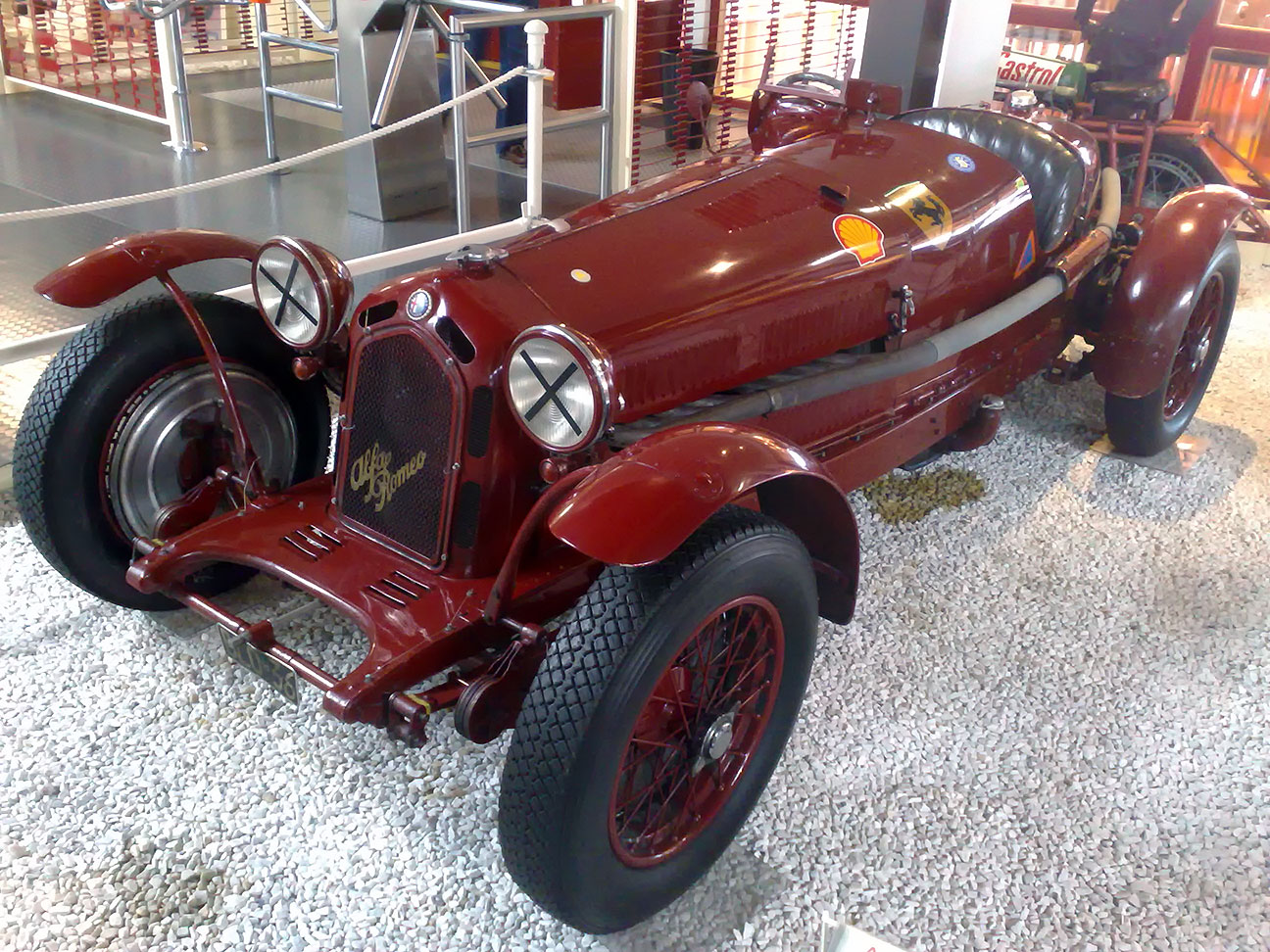
Alfa Romeo 8C 2300 Scuderia Ferrari

У той час, коли у всій Європі бушувала економічна криза, на фірмі спокійно працювали над створенням нових машин. Задовго до появи перших ознак старіння 6С 1750 Яно взявся за розробку нового автомобіля. Мова йде про іншу знамениту модель — 8С 2300, оснащену 8-циліндровим двигуном, робочим об'ємом 2336 см3 з компресором, що розвивав потужність понад 140 к.с..
1930 рік був дуже вдалим для Alfa Romeo, особливо в діловому плані. Крім орієнтації на автоспорт, фірма почала посилену боротьбу за залучення простих покупців, оскільки вся її колишня продукція була розрахована на досить багатих клієнтів. Був повністю реорганізований відділ збуту. У цей же час відкрили представництва в Англії, Франції, Бельгії, Австрії, Швейцарії, Іспанії, Угорщині та Чехословаччині. У їх обов'язки входили організація збуту і обслуговування автомобілів, а також реклама переваг і спортивних досягнень Alfa Romeo. Поява на швидкісних трасах Європи нових німецьких гоночних машин змусила італійську фірму спішно модернізувати свої автомобілі: поліпшена версія з 8-циліндровим мотором отримала індекс 8С 2300В, а незабаром була створена нова 8С 2900.
1929 року Енцо Феррарі засновує спортивне товариство Scuderia Ferrari з центром у Модені, головною метою якого було створення професійної гоночної команди і участь в автоперегонах. До 1933 року Scuderia була офіційною командою Alfa Romeo. З її приходом компанія значно зміцнила свої позиції в спорті. Автомобілі Alfa Romeo вигравали гонки в Ле-Мані з 1931 по 1934 роки, у Targa Florio — з 1931 по 1935, а також перемагали на гонках Mille Miglia з 1931 по 1934, у 1936 і 1937 роках.
| Рік  | Звичайні авто | Промислова техніка |
| ---- | ------------- | ------------------ |
| 1934 | 699           | 0                  |
| 1935 | 91            | 211                |
| 1936 | 20            | 671                |
| 1937 | 270           | 851                |
| 1938 | 542           | 729                |
| 1939 | 372           | 562                |

## Alfa Romeo у власності компанії IRI
Пройшовши першу стадію модернізації стандартних автомобілів, команда Феррарі взялася за створення власних гоночних машин. У середині 30-х років компанією Alfa Romeo було побудовано кілька моделей — 8-циліндрова 8С, 12-циліндрова 12C і навіть двомоторний Bi-motore. Дані автомобілі мали різний успіх, але стримати наростаючий тиск з боку більш досконалих німецьких машин не змогли. Це стало причиною відставки Вітторіо Яно, який після війни продовжив свою діяльність в італійській автомобільній компанії Lancia.
Місце головного технічного директора зайняв іспанець Вільфредо Рікарт. За весь свій короткий термін служби на Alfa Romeo він прославився лише здатністю вести тривалі дискусії про майбутнє фірми, а як спадщину залишив тільки дві гоночні машини, які ніколи не брали участь у змаганнях. Це була модель 162 з V-подібним 16-циліндровим 3-літровим двигуном і модель 512 з мотором центрального розташування. У той же час Енцо Феррарі домігся дозволу в генерального директора фірми залучити талановитого інженера Джоаккіно Коломбо до розробки нового гоночного автомобіля для класу 1,5 л. Спочатку створення йшло невдало, випустивши три гоночних моделі: Tipo 308, 312, 316, а вже пізніше, через деякий час, гоночна Alfa Romeo 158 з'явилася на світ. Вона стала найуспішнішою моделлю в серії Формула-1. 1939 року починається розробка автомобіля 6С 2500. Збільшується виробництво авіаційних двигунів.

Завод Alfa в ході воєнного часу випускав двигуни для Macchi C.202 Folgore, коли була придбана ліцензія на серію двигунів Daimler-Benz 600. Даний літак був бомбардувальником під час Другої світової війни і був рентабельний навіть після її закінчення. Виробництво люксових автомобілів було закінчено. Середні, масові автомобілі стали випускатися, починаючи з модельного ряду 1954 року, коли була представлена серія Giulietta в кузовах: Berlina (седан), купе і двомісний кабріолет. Усі три варіанти оснащувалися чотирициліндровим Alfa Romeo Twin Cam, спочатку об'ємом 1,3 л. Даний двигун потім був збільшений до 2,0 л і залишався у виробництві до 1995 року.
| Ліві лапки | Коли я бачу Alfa Romeo, то я знімаю капелюха. - Генрі Форд у розмові з Уго Гоббато в 1939 році | Праві лапки |

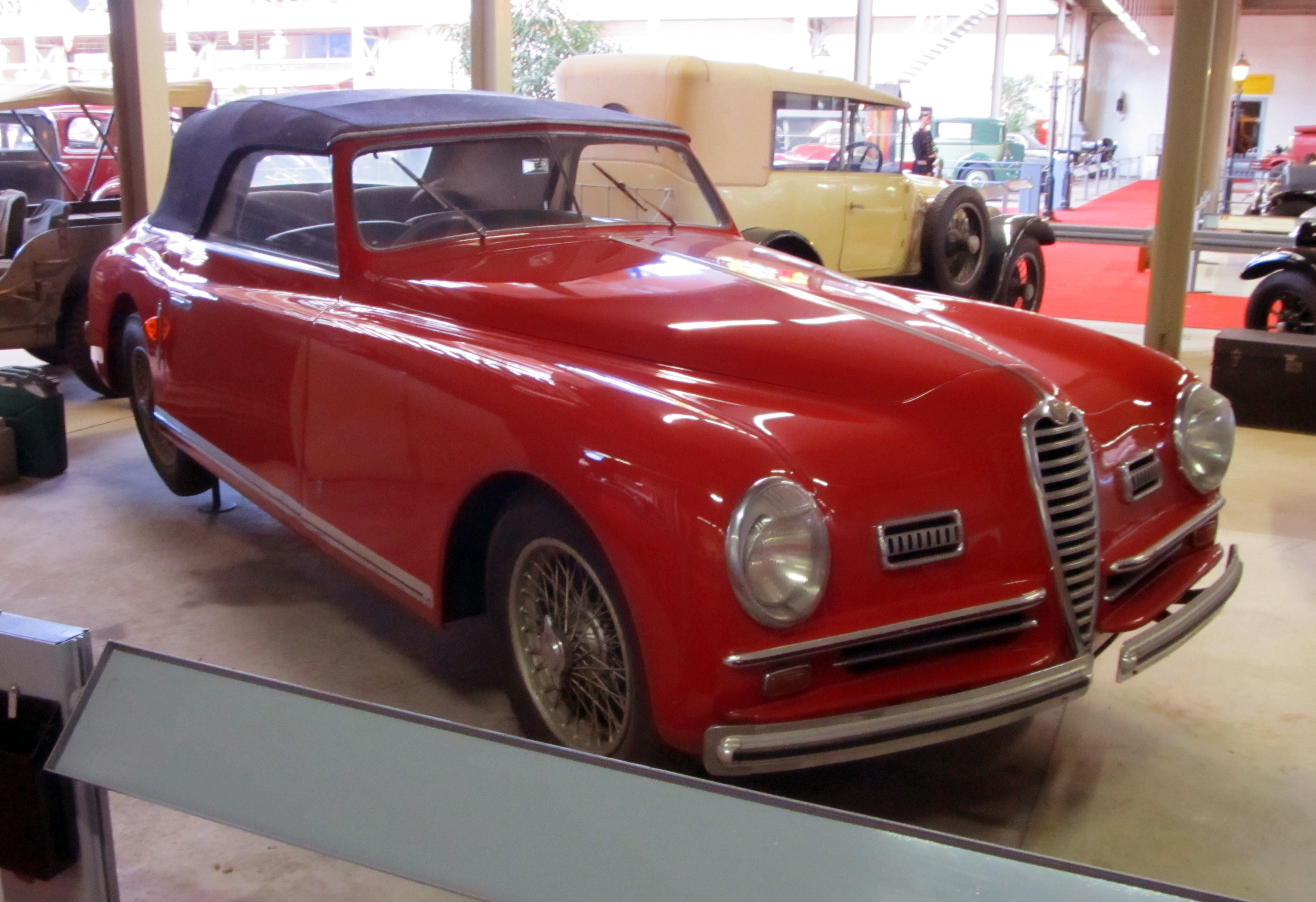
Alfa Romeo 6C 2500SS у Королівському автомобільному музеї, Брюссель

Після війни пост виконавчого директора Alfa Romeo зайняв Паскаль Галло, на чиї плечі лягло непросте завдання з відновлення виробництва. Завдання дійсно було складним, до 60 відсотків обладнання було втрачено, а сам завод лежав у руїнах. Проте, завдяки титанічним зусиллям нового президента і робочих, що залишилися, у порівняно короткі терміни завод вдалося відродити. Головною новинкою стало шасі 6С 2500 для легкових автомобілів вищого класу з аеродинамічними кузовами. У результаті 1947 року була запущена у виробництво остання довоєнна модель Alfa Romeo 6C Golden Arrow.
Щоб нагадати покупцям про колишні спортивні успіхи знаменитої марки, було вирішено відновити участь у змаганнях. Тільки один вид автогонок був відновлений після Другої світової війни, де Alfa Romeo відразу ж виявила бажання взяти участь. Зі створенням нової формули (Формула-1) для одномісних гоночних моделей варіант з Alfa Romeo Tipo 158 Alfetta став найвдалішим. Шість виготовлених до війни гоночних моделей Alfa Romeo 158, що ретельно ховали від нацистів, були витягнуті зі своєї схованки й істотно перероблені. Так народився один із самих швидкісних автомобілів свого часу в класі до 1,5 літра, названий Alfetta. У результаті чого Джузеппе Фаріна виграв Перший чемпіонат світу Формули-1 1950 року за кермом 158. Він приніс фірмі ще чимало спортивних нагород і став першим Alfa Romeo, який виступив у гонках чемпіонату світу в класі автомобілів Формули-1. Уже пізніше, 1951 року, Хуан Мануель Фанхіо здобув другу перемогу для Alfa Romeo у Формулі-1.

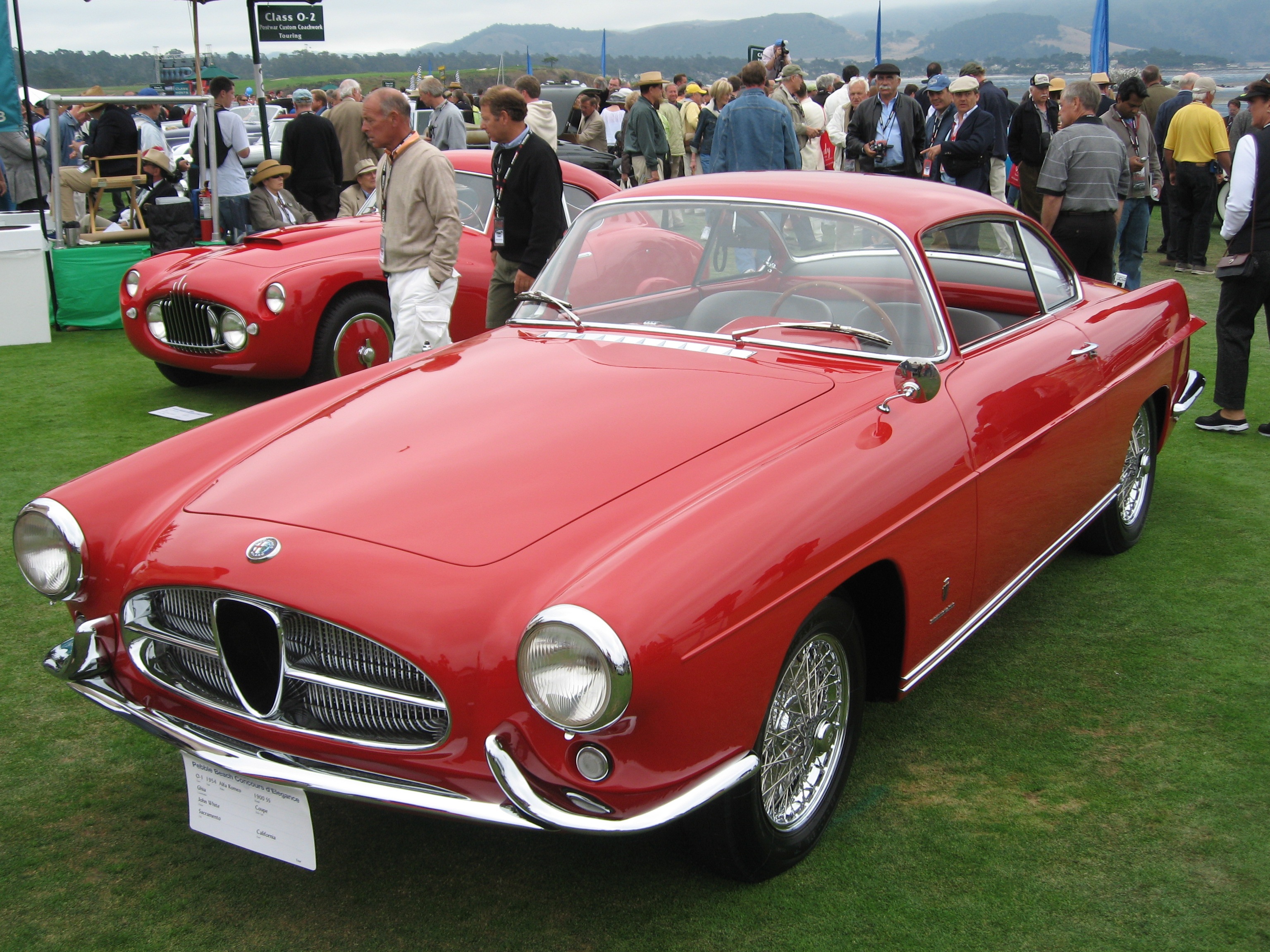
Alfa Romeo 1900

1950 року була представлена нова модель Alfa Romeo 1900 з двигуном, об'ємом 1,9 літра та потужністю 90 к.с., а через два роки дебютували версії Coupe і Spider. Дизайн останніх був розроблений кузовним ательє Pininfarina.
1954 року в Alfa Romeo був запрошений новий технічний директор — австрійський інженер Рудольф Грушка, який раніше працював у Porsche. Після його приходу була випущена модель Giulietta. Автомобіль отримав повністю незалежну підвіску і двигун, об'ємом 1,3 літра.
Потужності в 90 к.с. було достатньо для того, щоб розігнати автомобіль до 165 км/год.
1958 року вийшла Alfa Romeo 2000, а 1961 року — модифікована 2600. Двигун, об'ємом 2600 см3 і потужністю 130 к.с., розганяв машину до 175 км/год.
У зв'язку з різко збільшеним попитом на автомобілі в Alfa Romeo було ухвалено рішення про будівництво нового заводу в Помільяно д'Арко.
1961 року на зміну Giulietta приходить нова модель Alfa Romeo Giulia. Об'єм двигуна збільшився до 1570 см3, а потужність — до 90 к.с., що дозволяло розвивати швидкість до 165 км/год.
Протягом 1960-х років Alfa Romeo сконцентрувалася на гоночних змаганнях з використанням автомобілів, що йшли у звичайне виробництво, включаючи GTA (скорочення від Gran Turismo Allegerita), моделі з алюмінієвим кузовом, розробленим Bertone, і потужним двигуном з двома свічками на циліндр. Серед величезної кількості перемог, GTA виграла перший чемпіонат Trans-Am під егідою Sports Car Club of America (SCCA) 1966 року. У 1970-х роках Alfa Romeo вже концентрувалася на гонках на спортивних прототипах з моделлю Tipo 33, де перша перемога прийшла вже 1971 року. Серед основних перемог були такі турніри як: сезон 1975 року у Світовому чемпіонаті спортивних автомобілів на Alfa Romeo 33TT12 і сезон у Світовому чемпіонаті спортивних автомобілів 1977 року на Alfa Romeo 33SC12.

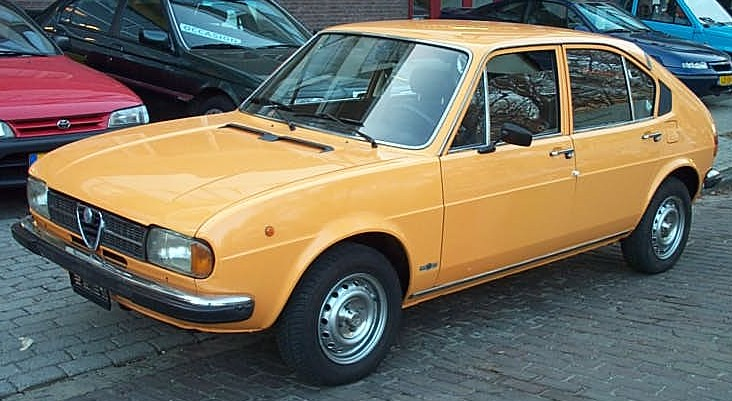
Alfa Romeo Alfasud

1971 року було закінчено будівництво нового заводу на півдні країни, міланське відділення переїхало в Арезе. Того ж року була випущена нова модель Alfa Romeo Alfasud. Чотирициліндровий двигун, об'ємом 1186 см3, був розроблений спільно з Porsche. При потужності 63 к.с. і вазі 830 кг автомобіль досягав максимальної швидкості 152 км/год. Кузов створив відомий італійський дизайнер Джорджетто Джуджаро. Машина користувалася високим попитом і випускалася 12 років.

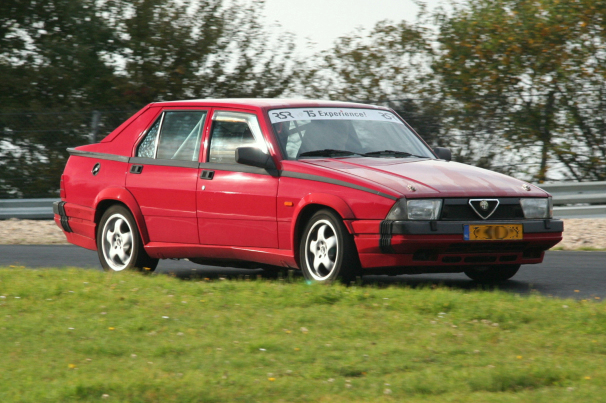
Alfa Romeo 75

Наприкінці 70-х для Alfa Romeo настали важкі часи. На розробку нових моделей і модернізацію тих, що вже випускалися, грошей не вистачало. 1980 року Рудольф Грушка пішов у відставку. Популярність марки почала знижуватися. Тоді керівництво ухвалило рішення про співпрацю з іншими автовиробниками. 1981 року був укладений договір з Nissan про створення нового спільного підприємства ARNA (Alfa Romeo Nissan Automobili). Першим продуктом спільних зусиль стала модель Alfa Romeo Arna. Але особливою популярністю машина не користувалася.
1985 року з'явилася нова модель Alfa Romeo 75, що отримала номер на честь ювілею марки. Найпотужніша версія мала двигун V6, потужністю 192 к.с. і максимальну швидкість 220 км/год. На думку багатьох фахівців ця модель була однією з найкращих машин кінця 80-х.

## Alfa Romeo у власності компанії Fiat

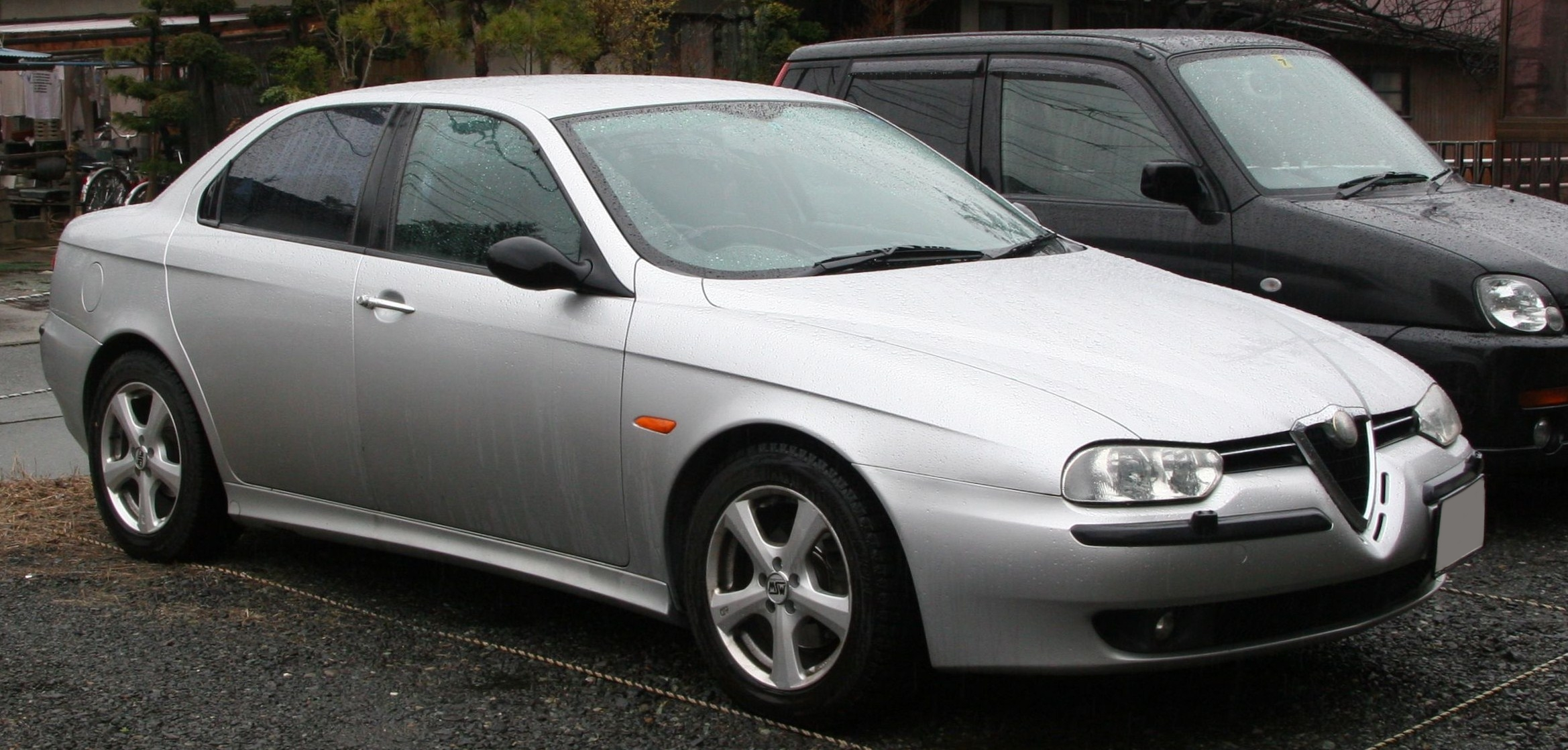
Alfa Romeo 156

Незважаючи на успіх машин, Alfa Romeo в черговий раз потрапила у фінансову кризу. Як не старалося керівництво, вивести компанію з кризи самостійно вони не могли. Тому було ухвалено рішення про об'єднання з яким-небудь великим автовиробником. Переговори велися з Ford, але досягти угоди не вдалося. У підсумку 1986 року була досягнута домовленість з Фіатом про входження Alfa Romeo до її складу. У результаті почався новий підйом компанії.

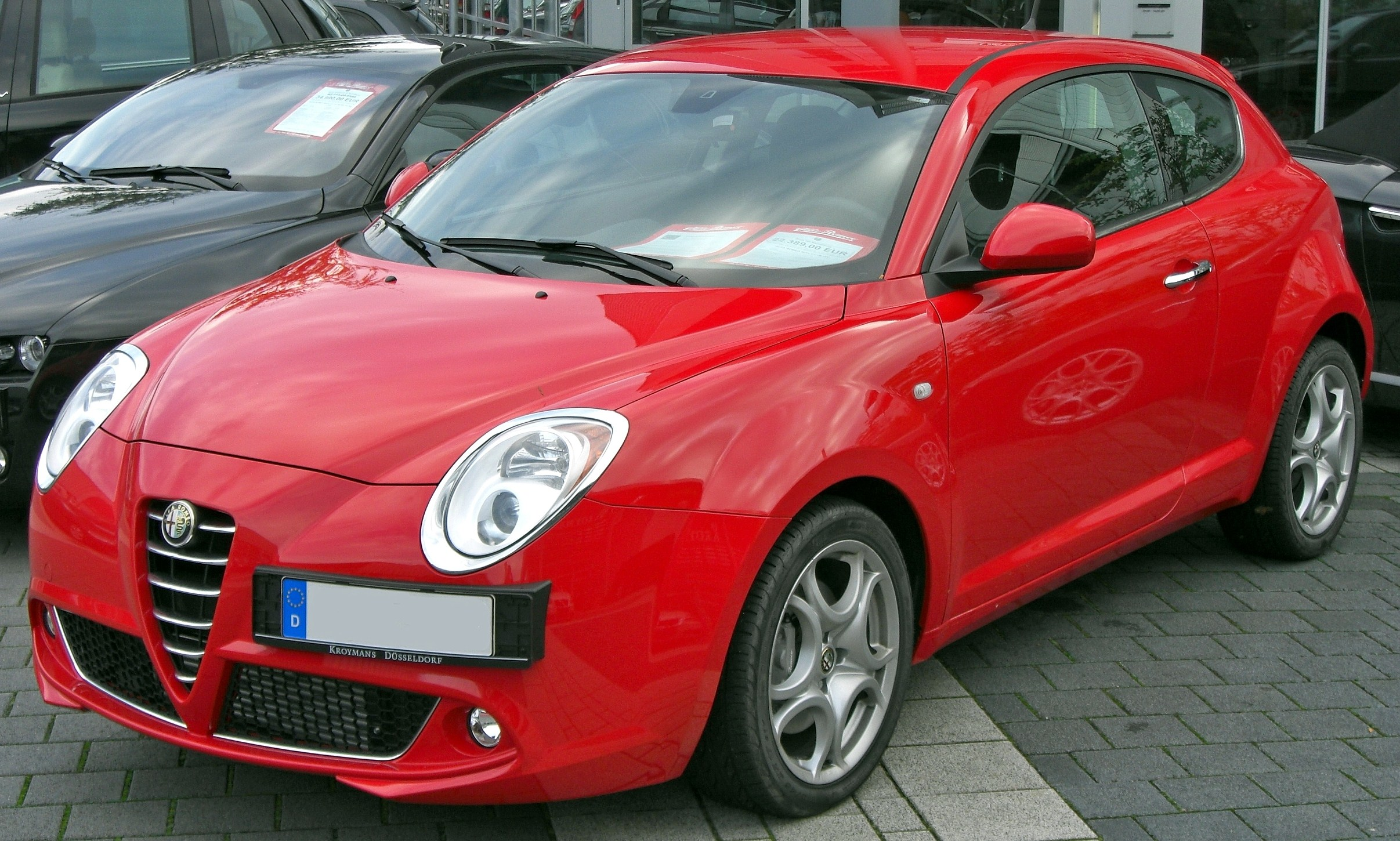
Alfa Romeo MiTo

Застаріла модель Alfa Romeo 75 була знята з виробництва, на зміну їй прийшла 155. Інші уніфіковані з Fiat моделі 164 і 145 також були дуже успішні. 1993 року був закінчений випуск моделі Alfa Romeo Spider, що випускалася з 1963 року. Новий Spider був представлений публіці на Паризькому автосалоні 1994 року разом з моделлю Alfa Romeo GTV. Випуск цих машин почався роком пізніше. 1998 року Alfa Romeo 156 була удостоєна титулу Європейський автомобіль року. 2001 року модель 145 замінила нова 147, яка також була удостоєна титулу Європейський автомобіль року.
| Рік  | Кількість |
| ---- | --------- |
| 1998 | 197,680   |
| 1999 | 208,336   |
| 2000 | 206,836   |
| 2001 | 213,638   |
| 2002 | 187,437   |
| 2003 | 182,469   |
| 2004 | 162,179   |
| 2005 | 130,815   |
| 2006 | 157,794   |
| 2007 | 151,898   |
| 2008 | 103,097   |
| 2009 | 103,687   |
| 2010 | 119,451   |
| 2011 | 130,535   |
| 2012 | 101,000   |
| 2013 | 74,000    |
| 2014 | 58,948    |
| 2015 | 56,688    |

2005 року Maserati була повністю викуплена Фіатом у Ferrari. Fiat Group планувала створити спортивний та люкс-підрозділ з Maserati і Alfa Romeo. Плановано стратегічне партнерство двох марок з розробки двигунів, платформ та загальної дилерської мережі на деяких ринках.
На початку 2007 року Fiat Auto SpA була реорганізована на чотири нові автомобільні компанії: Fiat Automobiles SpA, Alfa Romeo Automobiles SpA, Lancia Automobiles SpA та Fiat Light Commercial Vehicles SpA. Власником усіх чотирьох компаній є Fiat Group Automobiles SpA.
2007 року була представлена спортивна модель Alfa Romeo 8C Competizione. Уперше вона була показана на Франкфуртському автосалоні 2003 року як концепт-кар. 2008 року почався випуск міського автомобіля Alfa Romeo MiTo. 2010 року була випущена нова модель компактного класу Alfa Romeo Giulietta. 2013 року була представлена абсолютно нова модель Alfa Romeo 4C.
Alfa Romeo страждає від падіння продажів. У 2010 році було продано близько 112 000 одиниць, що значно нижче за глобальну ціль продажів генерального директора Fiat Маркіонне в 300 000. Компанія поставила собі за мету досягти цільового показника продажів у 170 000 одиниць у 2011 році, включаючи 100 000 моделей Giulietta та 60 000 моделей MiTo , але фактично того року було продано 130 000 одиниць.  Її середньострокова мета становила 500 000 одиниць до 2014 року, включаючи 85 000 на північноамериканському ринку.  
У 2017 році Alfa Romeo збільшила виробництво на 62 відсотки, випустивши загалом 150 722 автомобілі на трьох заводах компанії. 

## Alfa Romeo у власності компанії Stellantis
16 січня 2021 року операції Fiat Chrysler Automobiles та Groupe PSA були об'єднані, утворивши Stellantis, а компанію FCA Italy було перейменовано на Stellantis Europe. 
Незважаючи на падіння продажів, генеральний директор Alfa Romeo Жан-Філіп Імпарато оголосив у 2021 році, що нова модель буде запускатися щороку між 2022 і 2026 роками, починаючи з Tonale, випуск якої значно затримувався , а повна електрифікація нових моделей розпочнеться з 2027 року. 

## Карабінери та італійський уряд
У 1960-ті роки Alfa Romeo отримала популярність завдяки своїм компактним автомобілям і моделям, розробленим спеціально для італійської поліції та для карабінерів. Серед них були «Giulia Super» або 2600 Sprint GT, що отримали назви «Inseguimento» (Гонщики-мисливці). Кольори моделей Alfa Romeo, що використовувалися поліцією, були зеленими або світлими з білими смугами та надписами, відомі як «Pantera» («Пантера»), що підняли агресивний вид Alfa (особливо серію Giulia). Автомобілі Alfa для карабінерів були темно-синіми з білим дахом та червоними смугами, відомі під назвою «Gazzella» («Газель»), що означали швидкість і гнучкість даних «Pattuglie» (англ. Військові патрульні формування). Варто відзначити, що назва «Pantera» стала взаємозамінною на всіх моделях, і в подальшому допомогла створити образ, який був у повазі і сприймався суспільством, а також людьми, які керували даними машинами.

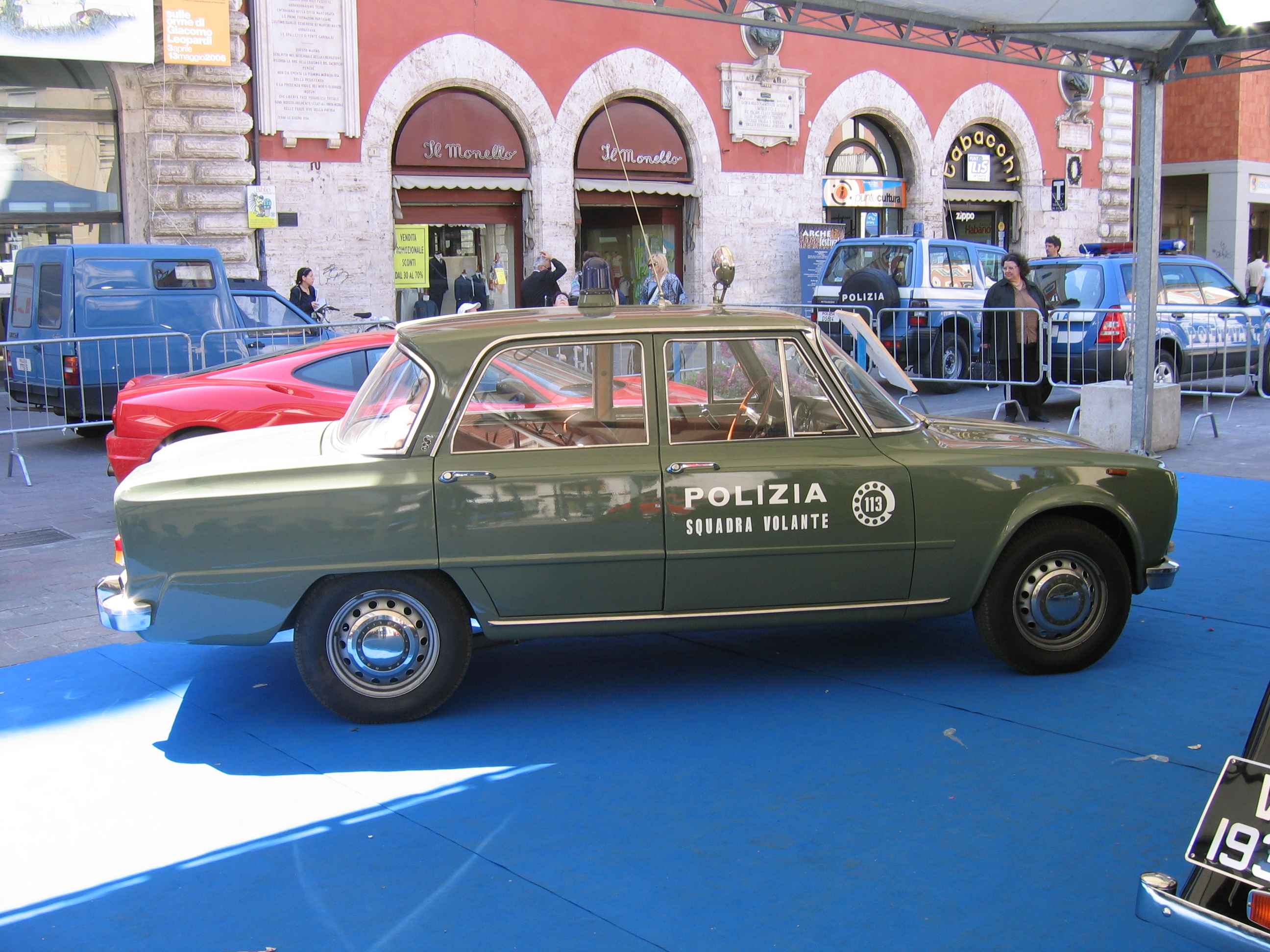
«Panthera» 1971 року Alfa Romeo Giulia Super для Італійської поліції

З тих пір моделі Alfa Romeo залишаються головними автомобілями при виборі в карабінери (частина Італійських збройних сил, що використовуються для цілей громадянської поліції), Polisia Autostradale (Дорожньої Поліції) та звичайної Поліцейської Служби (Polizia). У підсумку, подальші Alfa Romeo в кузовах Berlina успішно стали застосовуватися в італійській поліції та на державній службі:
• Alfa Romeo AR51
• Alfa Romeo Giulia
• Alfa Romeo Alfetta
• Alfa Romeo Giulietta зразка 1977 року
• Alfa Romeo 33 (тільки для Polisia di Stato)
• Alfa Romeo 75
• Alfa Romeo 164 (офіційні автомобілі)
• Alfa Romeo 155
• Alfa Romeo 156
• Alfa Romeo 166 (офіційні автомобілі)
• Alfa Romeo 159
З 1960-х років італійський прем'єр-міністр використовував Alfa Romeo, а пізніше новий Maserati Quattroporte як державний лімузин. Моделі 164 і 166 використовувалися на службі протягом останніх двох десятиліть.

## Останні тенденції розвитку

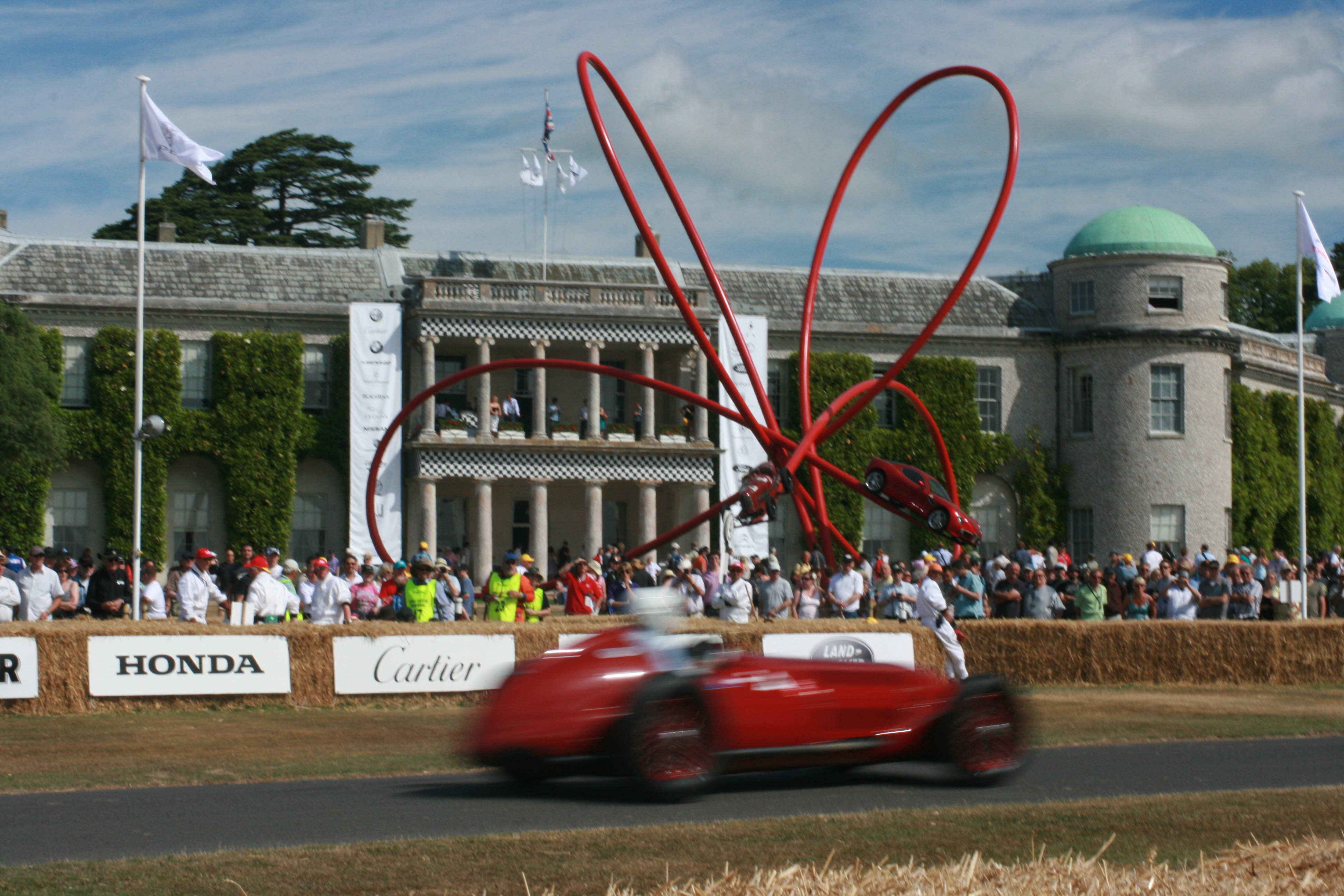
100 років Alfa Romeo

Сьогодні Alfa Romeo страждає від падіння попиту на свої автомобілі. Деякі експерти вважають, що автовиробник потрапив у дану яму із середини 2000-х років, щорічно втрачаючи від 15 до 20 % від доходу і близько 300—500 мільйонів євро за рік. 2010 року було продано всього 112 000 автомобілів, це значно менше, ніж планував генеральний директор Маркіонне у своїх глобальних установках на 300,000 авто за рік. Варто відзначити, що Alfa досягла позначки в 170,000 автомобілів 2011 року, включаючи 100,000 Giulietta і 60,000 MiTo, але вже 2012 року продала тільки 130,000 машин. Нинішня мета перед компанією — це продати 500,000 автомобілів, включаючи 85,000 на Північноамериканському ринку.

## Повернення в США

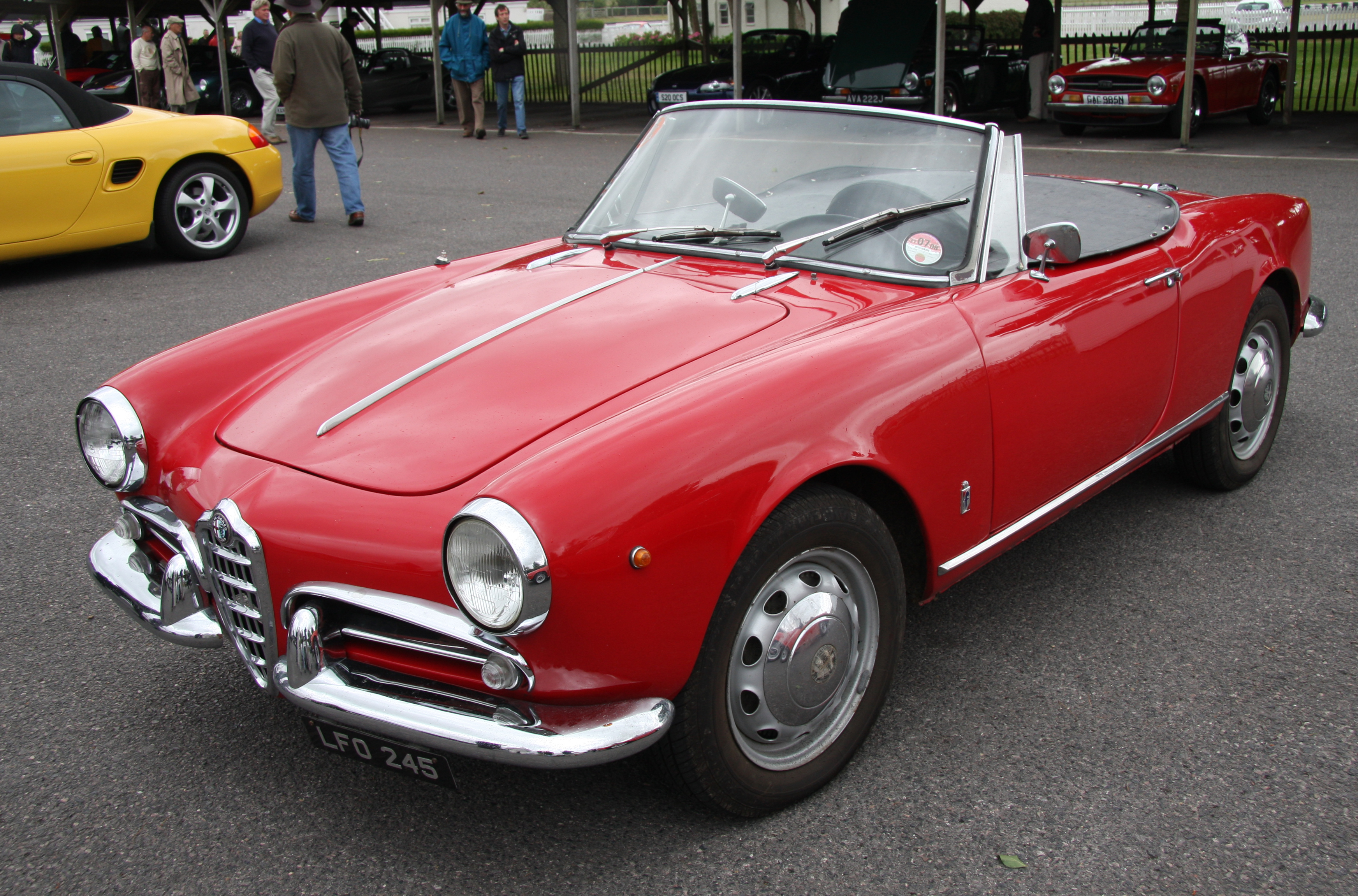
Alfa Romeo Giulietta Spider

Alfa Romeo імпортувалася в США за допомогою діяльності Макса Хоффмана з середини 1960-х років. Модель Giulietta Spider з'явилася завдяки запиту Макса Хоффмана, який вніс пропозицію щодо створення відкритої версії Giulietta. 1961 року Alfa Romeo почала експортувати свої автомобілі в США.
1995 року Alfa Romeo припинила експорт своїх автомобілів на американський ринок. Останньою моделлю, що продавалася в США, була 164. Після завершення продажу ходили чутки про початок нового повернення, проте в розділі FAQ англійського вебсайту Alfa Romeo було сказано, що «Повернення Alfa Romeo на ринок в США здійсниться 2007 року з новим модельним рядом».
Повернення Alfa Romeo в США підтвердив 5 травня 2006 року керівник Фіату Серджо Маркьонне. Продажі в США відновилися з випуску 8C Competizione в жовтні 2008 року. Крім того, Alfa Romeo і Chrysler заявили, що Alfa Romeo буде використовувати заводи Chrysler, які були закриті через непотрібність.
Варто відзначити, що новий Alfa Romeo Spider базується на платформі Mazda Miata. Основне виробництво автомобіля проходить на заводі Mazda в Хіросімі, Японія. На заводі від Alfa була надана технологія заднього приводу, на якому Mazda побудувала наступне покоління моделей MX-5 (відомі як Miata). Кузови для обох автомобілів використовують різні. Моделі різняться не тільки зовні, але і мають різну лінійку двигунів. Alfa Romeo представила свій новий продукт на американському ринку в другій половині 2013 року разом з Alfa Romeo 4C, іншим двомісним спорт-каром. Угода між Fiat Group Automobiles S.p.A. і Mazda Motor Corporation з приводу Spider/MX-5 закінчилася наприкінці 2012 року, а виробництво нового Spider стартувало 2015 року.
Журнал The Wall Street повідомив 4 листопада 2009 року, що Chrysler повинен оголосити про завершення виробництва декількох моделей Dodge і Jeep з метою виведення моделей Alfa Romeo і Fiat 500 на ринок в США. Але цього не відбулося.
У підсумку, Alfa Romeo 4C став першим масовим автомобілем, що повернувся на американський ринок 2013 року. Варто зазначити, що спроба була здійснена спочатку 2012 року. Старт продажів відбувся на початку 2014 року

## Розвиток технологій
Alfa Romeo представила безліч технологічних інновацій у своєму виробництві, крім того, компанія завжди була в передній лінії використання нових технологій в автомобілебудуванні. Марка Alfa Romeo використовувала двигун з головкою блоку циліндрів з двома розподільними валами ще 1914 року на моделі Grand Prix, а перша дорожня версія з таким двигуном з'явилася на 6C 1500 Sport 1928 року.
Alfa Romeo перша протестувала електричну інжекторну систему подачі палива від компанії Caproni Fuscaldo на Alfa Romeo 6C 2500 у кузові «Ala spessa» на трасі Mille Miglia 1940 року. Двигун мав шість електронних форсунок, що живилися за допомогою напіввисокого тиску від системи паливного насоса.
Механічний варіатор фаз запалювання був представлений на Alfa Romeo Spider, проданій у США 1980 року. Електронний варіатор фаз запалювання був представлений на Alfetta.
Giulia 105-ї серії швидко стала новітнім автомобілем, використовуючи наступні технології: усі дискові гальма, пластиковий розширювальний бачок радіатора, а також автомобіль мав найнижчий коефіцієнт аеродинамічного опору (Cd) у своєму класі. Нові тенденції продовжувались на автомобілях Alfetta 2000 і GTV, де використовувалася така особливість, як розміщення ваги по осях у співвідношенні 50:50. Крім того, у стандартній комплектації були легкосплавні колісні диски та Transaxle.
Нові інновації, такі як тотальна система CAD розробки дизайну була використана на Alfa Romeo 164, роботизована з підкермовими пелюстками коробка передач Selespeed — на 156. Варто відзначити і двигуни з технологією Twin Spark — 2 свічки запалювання в одному циліндрі, які дозволяють досягти максимального догорання палива, тим самим збільшивши потужність двигуна. Також модель 156 у кузові універсал була першим пасажирським автомобілем з системою Common rail (акумуляторна паливна система) у дизельних двигунах. Система Multiair — електрогідравлічна система фаз запалювання, нова технологія, яка була представлена на MiTo 2009 року.

## Кузовний дизайн

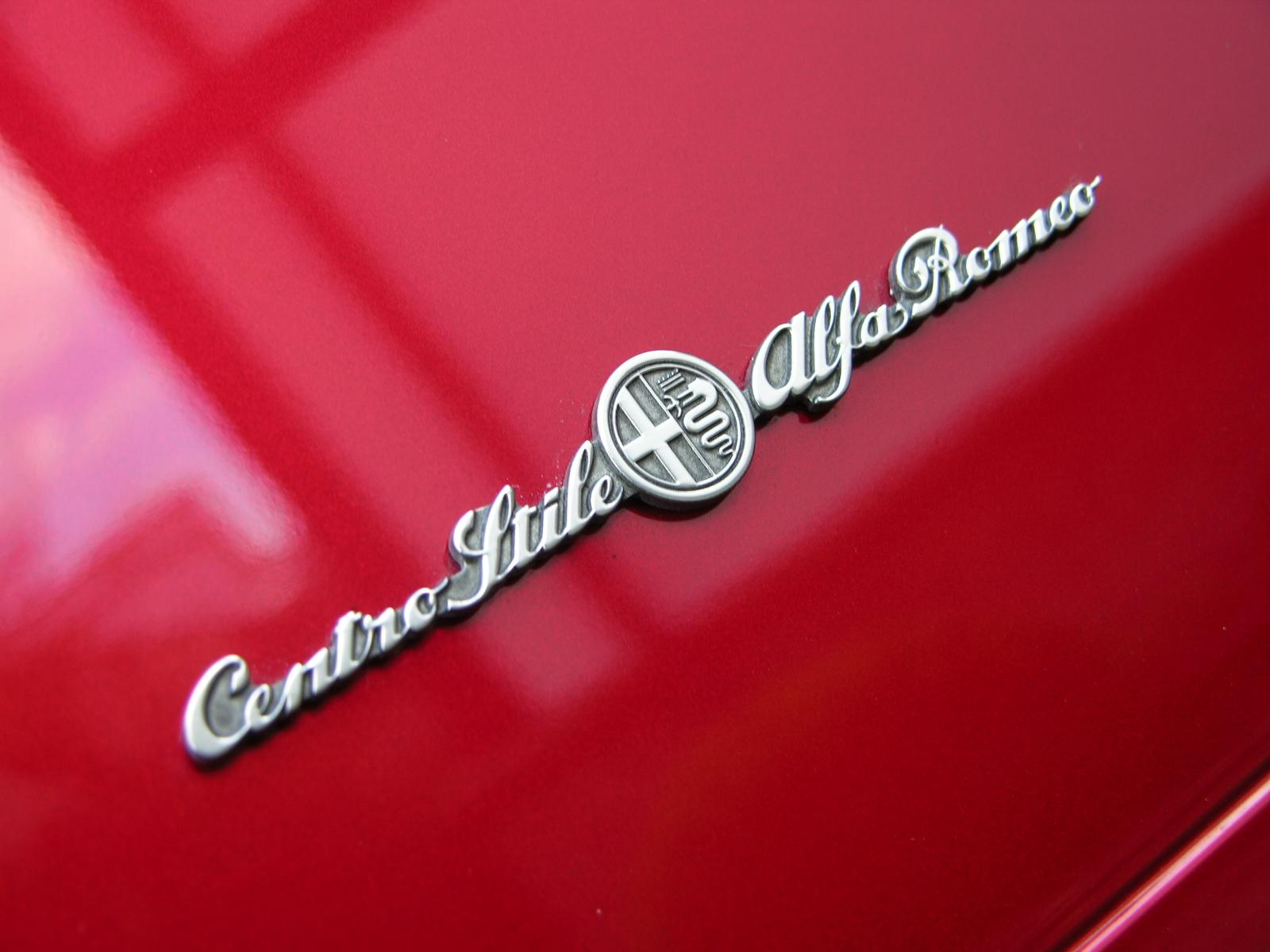
Логотип Центру Стилю Alfa Romeo

Велика кількість автомобільних дизайнерських будинків в Італії приймали замовлення на створення концепт-карів і виробництво автомобілів для Alfa Romeo. Серед них були:
- Bertone
- Джорджетто Джуджаро/ItalDesign
- Pininfarina
- Zagato
- Центр стилю Alfa Romeo

Останній із списку, Центр стилю, дуже швидко завоював міжнародну популярність своїми роботами. Супер-купе 8C Competizione, хетчбек MiTo і Giulietta — все роботи цього підрозділу.
Варто відзначити, що багато технологій автомобілебудування, що використовуються в Alfa Romeo, стали копіюватися іншими автовиробниками. Тому дизайн кузова в Alfa Romeo завжди залишався законодавцем моди. Ось кілька прикладів імітації в інших автовиробників:

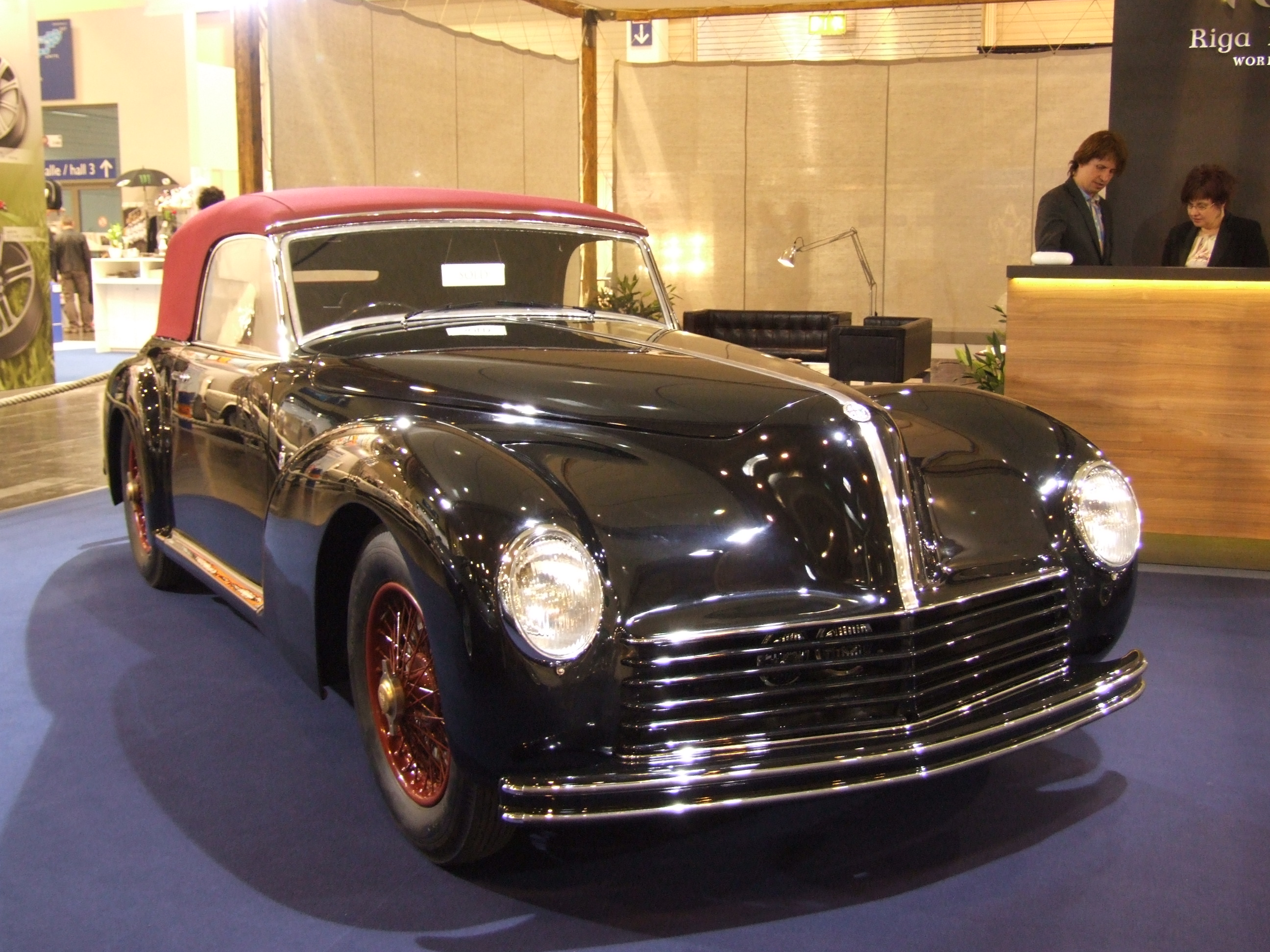
Alfa Romeo 6C 2500 S

- 1950-ті роки: кузовний дизайн монокок і Giulia: для того часу це було нововведенням, і тепер ця технологія дуже поширена і використовується по цей день.
- 1960-ті роки: аеродинаміка: 116-та серія Guilia з низьким коефіцієнтом аеродинамічного опору (Cd). Toyota спробувала випустити свою серію автомобілів з подібним коефіцієнтом у той час.
- 1970-ті роки: обтікачі бамперів: для задоволення американських стандартів краш-тестів Alfa Romeo розробила нову дизайнерську технологію включення бамперів у загальну конструкцію кузова, а не видавати їх окремо. Кульмінацією даної технології в 1980-х роках стала Alfa Romeo 75. Дана технологія стала широко застосовуватися, особливо в Німеччині та Японії.
- 1980-ті роки: Alfa Romeo 164: на розробку автомобіля вплинули майже всі попередні покоління автомобілів Alfa Romeo. Автомобіль був повністю проектований на комп'ютері (CAD) і був зібраний повністю в автоматичному процесі з мінімальною участю людини (CAM). Варто відзначити те, що стиль Alfa Romeo 164 вплинув на дизайн сучасних Alfa Romeo і в наші дні. Багато виробників перехопили досвід у створенні Alfa Romeo 164 на проектування своїх моделей, включаючи повну довіру комп'ютерному проектуванню.

- 1990-ті роки: псевдо-купе 156 і 147: вони були 4-дверними автомобілями, що мали видимі ручки на передніх дверях і заховані задні дверні ручки. Пізніше Honda стала використовувати дане дизайнерське рішення на автомобілях Civic у кузові хетчбек, а такі ж схожі ідеї стали з'являтися на сучасних чотиримісних купе Mazda RX-8 і в деяких моделях Acura.

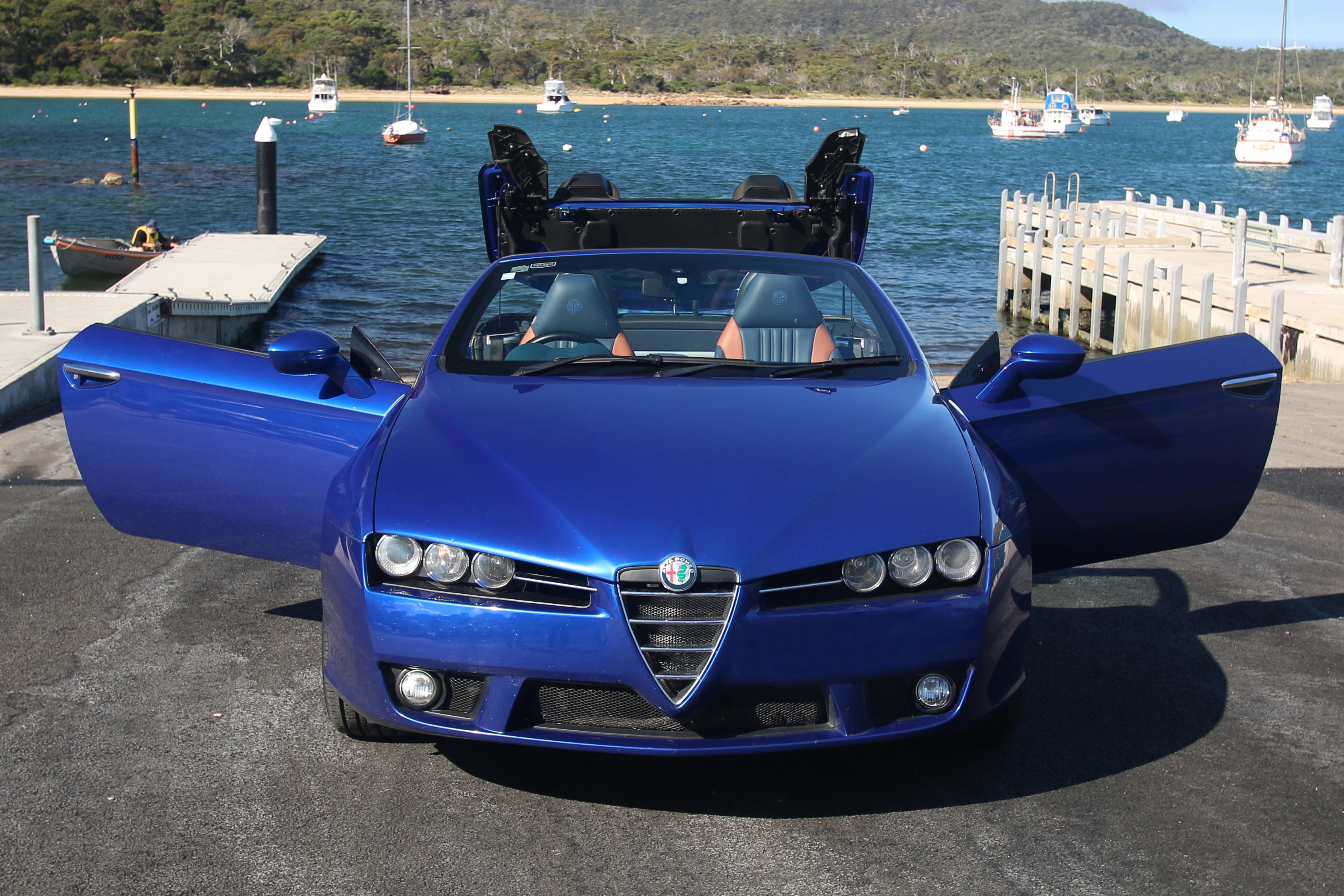
Alfa Romeo Spider (Type 939)

- Alfa Romeo Spider (Type 939)2000-ні роки: Brera і 159: їх дизайн був розроблений Джорджетто Джуджаро, що сильно вплинув на дизайн седанів і купе, показавши тим самим, що концепт-кари можуть повністю стати дорожніми автомобілями за умови, що початкова розробка дизайну автомобіля здійснювалася з використанням автоматизованого проектування (CAD).

### 1950-ті роки— автомобілі Alfa Romeo BAT

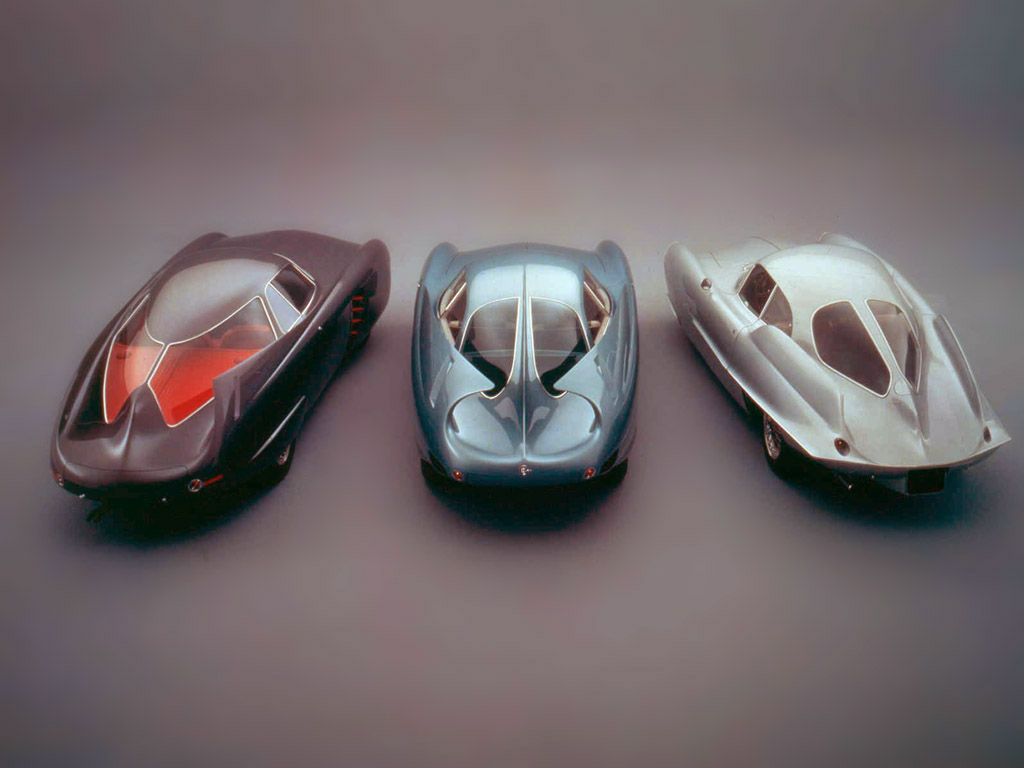
Три різних серії BAT. З них: BAT 5, BAT 7, BAT 9

Концепт-кари Berlina Aerodinamica Tecnica, розроблені Bertone як спроба вдосконалення конструкції автомобіля в аеродинамічній трубі з метою збільшення продуктивності на стандартному шасі. Дана спроба також повинна була показати те, чи стануть дані автомобілі прийнятними для громадськості. У результаті, BAT 5-ї, 7-ї, 9-ї серій стали основою для 1900 Sprint. Варто відзначити, що останній BAT 11 був випущений майже 50 років після своїх предків і був побудований на платформі 8C Competizione.

### 1960-ті і 1970-ті роки— нащадки Tipo 33
Гоночна модель Tipo 33 з її швидкохідним 2,0 л V8 двигуном став основним для великої кількості концепт-карів у 1960-ті і 1970-ті роки. Дві моделі в результаті вийшли у виробництво. Більшість з таких концептів з'являлися на Женевському автосалоні. Ось список:
- Gandini/Bertone Carabo (1968) — Марчелло Гандіні підкинув ідею, яка в майбутньому була взята в Lamborghini Countach.
- Tipo 33.2 (1969) — розроблений Pininfarina. У результаті дана модель стала дорожнім автомобілем 33 Stradale.
- Gandini/Bertone Montreal концепт-кар (1967) — вперше з'явився на виставці 1967 року Montreal Expo. Концепт ґрунтувався на моделі Guilia, який у результаті перетворився в дорожній автомобіль Alfa Romeo Montreal з двигуном V8 від Tipo 33.
- Bertone/Giugiaro Navajo (1976) — автомобіль, зроблений повністю зі скловолокна. Став втіленням стилю «Оригамі» від Джуджаро з плоскими панелями.

### 1980-ті роки і наші дні
У основному практично всі концепт-кари Alfa Romeo виходять у виробництво. Але концепти все ж проходять додаткову модифікацію, щоб бути готовими до виробництва і забезпечувати норми безпеки для водія і пасажира. Zagato SZ, GTV і Spider (і похідна від них Proteo), Brera і 159 є відмінними прикладами втілення особливостей дизайну Alfa Romeo в масове виробництво.

### Майбутнє
Концепт-кари Alfa Romeo більше акцентуються на потужності в поєднанні з історичними традиціями. Концепт Nuvola і незалежно від неї розроблений концепт Diva демонструють громадськості особливий характер і дух у способах проектування дизайну в Alfa Romeo. На цьому наголошується і в сучасних автомобілях від Alfa Romeo — 4C.

## Емблема

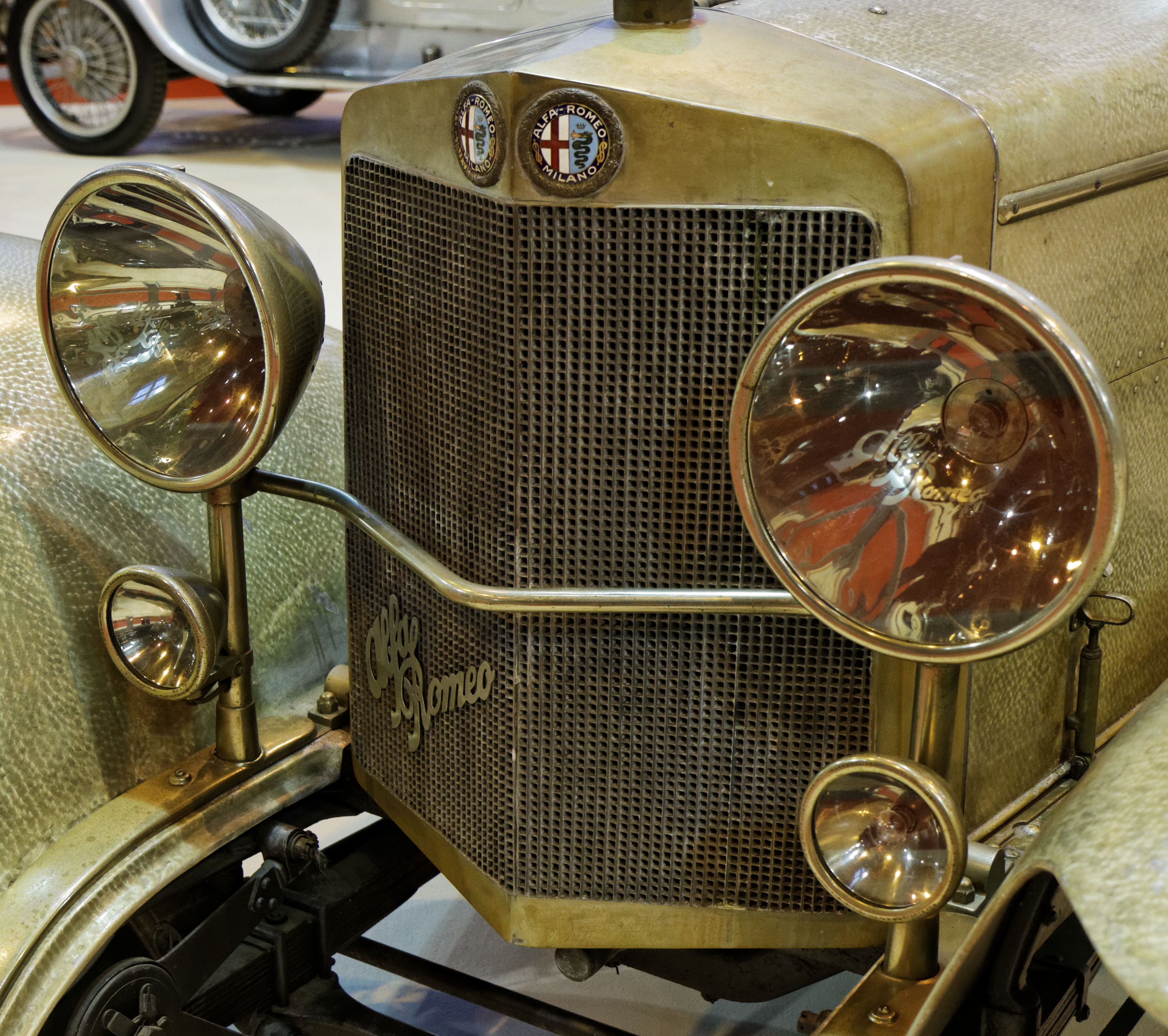
Логотип 1925—1945 років на Alfa Romeo RL SS 1925 року

Значок Alfa Romeo поєднує в собі елементи емблем Італії, що з'явилися ще в XV столітті. Емблема була розроблена 1910 року італійським креслярем Романо Каттанео, який використовував два основних геральдичних елементи, що традиційно асоціювалися з Міланом: справа — зелена змія Biscione  — емблема Будинку Вісконті, які правили в Мілані в XIV столітті, а зліва — червоний хрест на білому тлі — емблема міста Мілана, який Каттанео побачив на дверях у замку Сфорца. 1918 року, після того як Нікола Ромео заволодів компанією, значок був перероблений з допомогою Джузеппе Мерозі. Було додано темно-синє металеве кільце, що містило напис «ALFA — ROMEO» і «MILANO», розділені між собою двома вузлами Савойської династії на честь Італійського королівства. Після перемоги P2 в першому Міжнародному Автомобільному Чемпіонаті 1925 року Alfa Romeo додала лавровий вінок навколо емблеми. 1946 року, після скасування монархії, Савойські вузли були замінені на дві вигнуті лінії. Назва «MILANO», дефіс і лінії були прибрані зі значка, коли Alfa Romeo відкрила свій новий завод у Помільяно-д'Арко поблизу Неаполя на початку 1970-х років. Підступний змій так і залишився на емблемі. Дане зображення також зустрічається в мистецтві, починаючи аж з III століття нашої ери.
24 червня 2015 року, на 105-річчя компанії, був представлений новий логотип на прес-конференції в музеї Alfa Romeo разом з Alfa Romeo Giulia в рамках плану відновлення бренду. Редизайн був виконаний Робілантом Ассочіаті, який раніше переробив ще кілька логотипів Fiat Group, включаючи Fiat Automobiles і Lancia.
Кількість кольорів логотипу було зменшено з чотирьох до трьох: зелений biscione, червоний хрест і темно-синій кільце навколо. Інші зміни — це новий тип шрифту, а також відсутність розбитих білих і світло-блакитних полів, замінених на один сріблястий текстурований фон.

## Автоспорт

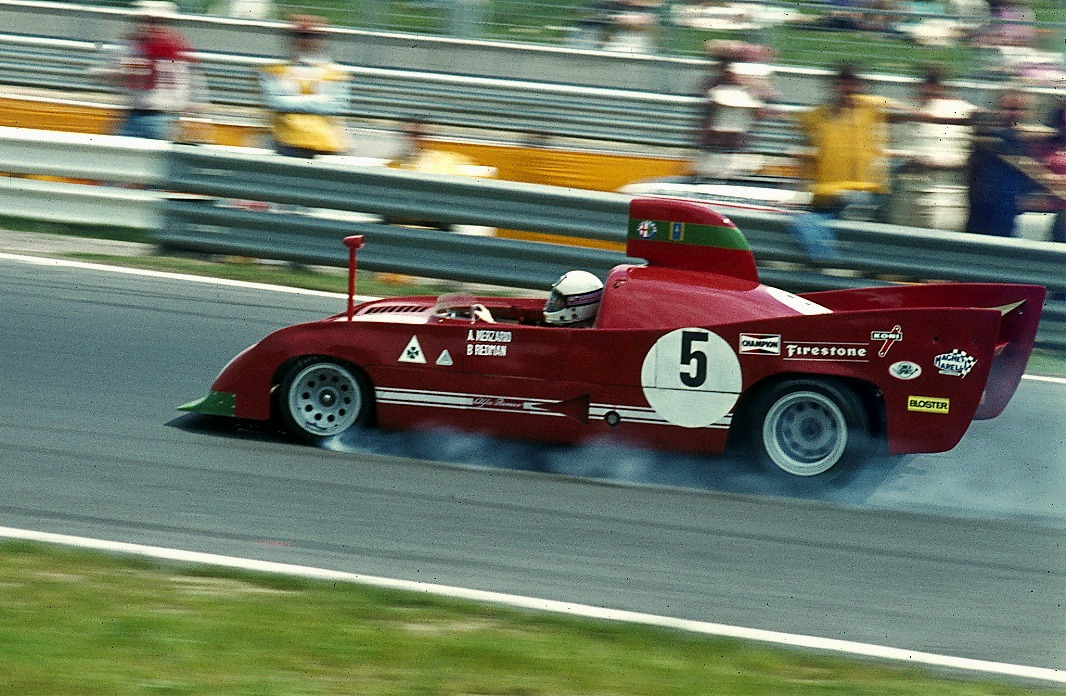
Брайн Редман за кермом Alfa Romeo 33TT12

Компанія Alfa Romeo стала брати участь в автомобільних гонках, починаючи з 1911 року, коли дві моделі 24 HP взяли участь у гонці Targa Florio. У 1920-х і 30-х роках Alfa Romeo завоювала величезну кількість перемог на найвідоміших і найпрестижніших автомобільних гонках, таких як Targa Florio, Mille Miglia і Ле-Ман. Грандіозний успіх також продовжився у Формулі 1, турінгових і супертурінгових турнірах, а також у гонках прототипів. Крім того, приватні команди брали участь у ралійних перегонах, де досягали чудових успіхів. Alfa Romeo змагалася в автомобільних гонках і як автомобільний конструктор, і як постачальник двигунів, за допомогою своїх заводських команд Alfa Corse, Autodelta та інших приватних команд. Однією з успішних гоночних команд Alfa Romeo була команда Енцо Феррарі — Scuderia Ferrari в період з 1933 по 1938 роки. Найбільш легендарним гонщиком Alfa Romeo вважається Таціо Нуволарі, який отримав одну з найбільш легендарних перемог за всю історію автогонок у Нюрбургрингу на Гран-прі Німеччини 1935 року.

## Quadrifoglio
Емблема Quadrifoglio (також відома як 'Cloverleaf'; укр. — чотирилиста конюшина) — символ гоночних автомобілів Alfa Romeo з 1923 року. Після закінчення Другої світової війни символ також використовувався для позначення топових модифікацій автомобілів марки (для порівняння в BMW — M Performance, або у Volkswagen — моделі серії GTI). Quadrifoglio зазвичай розташовувався на бічній панелі автомобіля трохи ближче або трохи далі передніх коліс. Символ містить зелену або золоту конюшину з чотирма пелюстками, обрамлену в білий трикутник.

### Історія символу

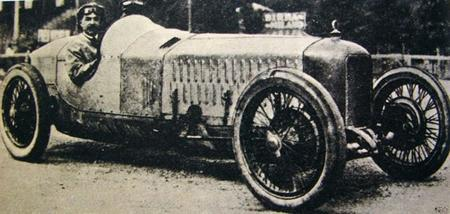
Уго Сівоччі за кермом Alfa Romeo P1 1923 року

Чотирилиста конюшина стала використовуватися в Alfa Romeo відразу після загибелі Уго Сівоччі 1923 року. Як і його друг Енцо Феррарі, Уго Сівоччі був запрошений в Alfa Romeo 1920 року для гоночних змагань на моделях Alfa та для роботи в команді з трьох осіб Alfa Corse, у складі якої були Антоніо Аскарі, він і Енцо. Уго Сівоччі був дуже талановитим гонщиком з величезним досвідом, але частим перемогам заважала погана удача, що приводила його постійно до другого місця. Щоб припинити свою чорну смугу в автоперегонах, він перед стартом Targa Florio намалював зелену чотирилисту конюшину на білому тлі (Quadrifoglio) на решітці радіатора свого автомобіля. У результаті Сівоччі переміг у цій гонці, прийшовши першим. Згодом чотирилиста конюшина стала символом гоночних автомобілів Alfa Romeo з перемоги на Targa Florio. Насправді, це всього лише магічний ефект символу і, незважаючи на це, Сівоччі загинув під час тестування нової P1 інженера Мерозі на трасі в Монці всього через кілька місяців після перемоги на Targa Florio. Крім того, інший пілот на P1 у Салерно вилетів з траси на крутому повороті, не маючи символу Quadrifoglio. Трохи пізніше, починаючи з 1923 року, всі кузови гоночних автомобілів Alfa Romeo стали оздоблюватися чотирилистою конюшиною як символом удачі. Білий квадрат був замінений на трикутник в пам'ять про Уго Сівоччі.
Першим дорожнім автомобілем, який несе quadrifoglio, був Alfa Romeo Giulia TI Super 1963 року, варіант седана Giulia, розроблений для змагань, але поставлений на продаж; у неї була чотирилиста конюшина на передніх крилах без трикутника. У 1970-х роках «Quadrifoglio Verde» або «Green Cloverleaf» стали відміткою для найцікавішого варіанту кожної моделі, оснащеного найпотужнішим двигуном. Alfasud, Sprint, 33, 75, 164 та 145 мали версії Quadrifoglio Verde. Крім того, у 1970-х і 1980-х роках золоті знаки чотирилистої конюшини були використані для позначення найрозкішніших і добре обладнаних варіантів автомобілів Alfa Romeo, названий «Quadrifoglio Oro» або «Gold Cloverleaf». Alfasud, Alfetta, Alfa 6, 90 і 33 мали версії Quadrifoglio Oro. Останнім часом quadrifoglio було відновлено на восьмициліндрових спортивних автомобілях Alfa Romeo 8C Competizione і Spider 2007 року. На нинішніх Alfa Romeo MiTo і Giulietta був відновлений Quadrifoglio Verde зі спортивним рівнем обробки салону і зеленою чотирилистою конюшиною на передніх крилах — відмінною рисою високопродуктивних Alfa Romeo. Спортивний седан Alfa Romeo 2016 року, абсолютно новий Giulia, був випущений спочатку в обробці Quadrifoglio, перед випуском базових моделей. Починаючи із старшої моделі носити цю історичну емблему, Alfa Romeo прагне відвоювати ринок Північної Америки після десятиліть відсутності.

## Особливості виробництва та маркування
До 1980-х років автомобілі Alfa Romeo, за винятком Alfasud, були задньопривідними.
Згідно з поточним директором Фіата Серджіо Маркіонне з метою економії від масштабу всі моделі Alfa Romeo будуть зроблені на схожій платформі, тобто матимуть одну базу. Maserati отримає компоненти з деяких моделей Alfa, і навпаки.

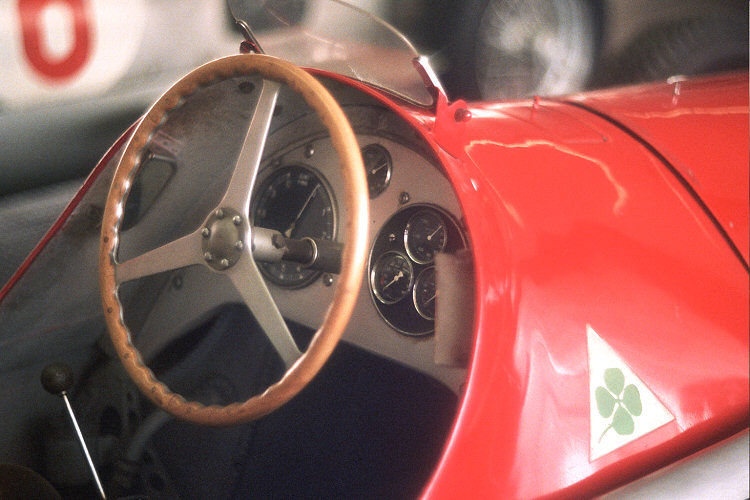
Емблема конюшини на Alfetta 159

Чотирилиста конюшина або Quadrifoglio  — емблема, яка позначає високотехнологічні в плані комфорту і двигунів модифікації автомобілів Alfa Romeo, але первісна задумка цієї емблеми — це маркування для відображення гоночних автомобілів Alfa Romeo в період до Другої світової війни. Деякі сучасні Alfa Romeo мають емблему конюшини, що зазвичай має форму чотирилистої на білому тлі, наприклад Quadrifoglio Verde. Але варіанти синьої квітки на білому тлі також спостерігалися останнім часом на нових автомобілях.
Моделі Alfetta на початку 1980-х років продавалися в особливих модифікаціях під назвою «Silver Leaf» і «Gold Leaf» (італ. Quadrifoglio Oro). Ці моделі позначали топову модифікацію. Позначення класичною конюшиною від Alfa Romeo в золотому або срібному кольорі символізувало рівень «топових» модифікацій. Наприклад, моделі з позначкою золотої конюшини (англ. Golden Leaf) також маркувалися як «159i» на деяких ринках, у данину поваги до оригінальної 159.
Рівень обробки салону і доступні опції позначаються сьогодні такими назвами або модельними лініями, що включають таблички lusso («люкс»), turismo («турінг») і GTA («легкий турінг»). Модифікація GTA, що була доступна для 147 і 156, має у своєму складі двигун V6. У минулому однією з модельних ліній в Alfa Romeo була модифікація Sprint, наприклад на Giulia.
Що стосується автовиробництва, протягом 1990-х років Alfa Romeo перемістила своє виробництво в інші райони Італії з рідного Мілана. Завод в Помільяно-д'Арко випускав 155, потім 145 і 146, у той час як завод в Арезе випускав 164 і новий Spider і GTV. Виробництво 156 було запущено 1997 року, і модель стала найуспішнішою для Alfa Romeo. 1998 року модель визнали «Автомобілем року». Того ж року був представлений новий флагман — 166, що випускалася на заводі в Ривальті поблизу Турина. На початку 2000-х років була випущена 147, яка також була нагороджена престижним званням «Автомобіль 2001 року». У 2003 році завод в Арезе був закритий.

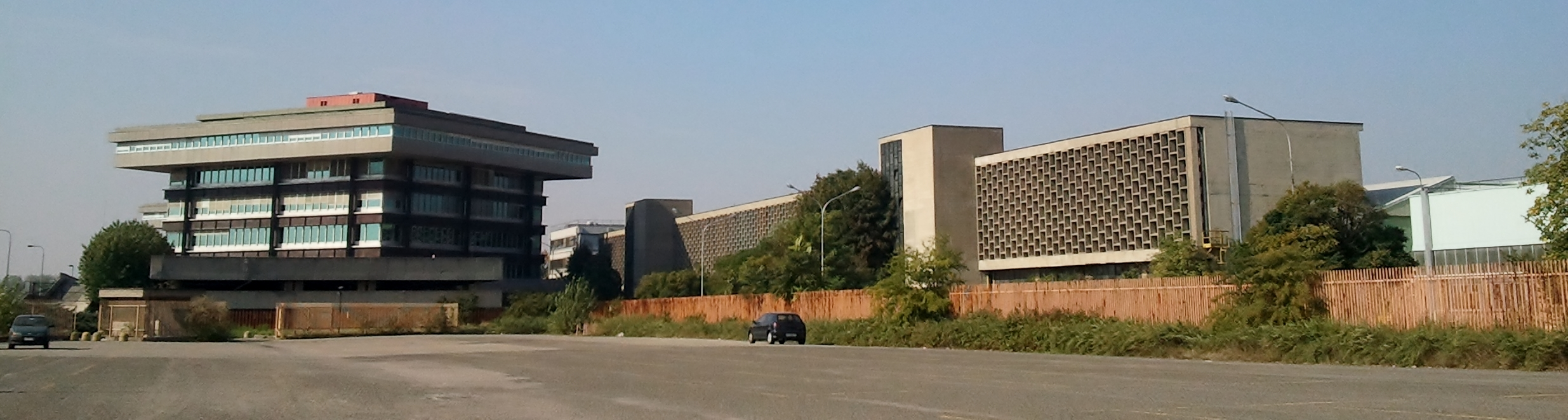
Завод Alfa Romeo в Арезе

Зараз завод в Арезе в основному пустує і покинутий. Єдине, що залишилося, це кілька офісних будівель і чудовий Музей історії Alfa Romeo, який просто зобов'язаний побачити кожен. Варто відзначити, що музей був на реставрації і його знову було відкрито у 2015 році під назвою «La macchina del tempo — Museo Storico Alfa Romeo».
У 60-х роках основний бізнес компанії був перенесений за межі Мілана на дуже велику прилеглу територію, що знаходиться на землях трьох муніципалітетів: Арезе, Гарбаньяте-Міланезе і Лайнате. Однак, основною назвою для Alfa Romeo все ж став Арезе, оскільки вхід на територію заводу був саме звідти.
Наприкінці 1960-х років більшість європейських автовиробників відкрили свої заводи в ПАР для створення машин для лівосторонніх ринків. Fiat та інші італійські виробники також запустили своє виробництво там. Завод Alfa Romeo був відкритий у Брітсі — недалеко від Преторії в тогочасній провінції Трансвааль (нині — на території Північно-Західної провінції). Із уведенням санкцій західних держав у 1970-х і 1980-х роках ПАР стала самодостатньою, а у виробництві автомобілів держава стала покладатися більше на продукцію місцевих заводів. Це призвело до швидкого зростання автомобілів у країні. І в період з 1972 по 1989 роки в ПАР було найбільше число автомобілів Alfa Romeo за межами Італії. Дивно те, що завод Alfa Romeo в Брітсі використовувався в період з березня 1983 по 1985 роки для побудови Daihatsu Charade для місцевого ринку і з метою експорту цих моделей в Італію для обходу обмеження на італійський імпорт у ПАР.
Наприкінці 1985 року, перед майбутнім поглинанням компанії Фіатом і міжнародним бойкотом проти політики апартеїду в Південній Африці, Alfa Romeo покинула південноафриканський ринок і згорнула своє виробництво в країні. Після закриття заводу буквально всі будівлі, техніка і верстати були знесені і знищені для уникнення оплати імпортного податку.
| Поточне виробництво за моделями | Поточне виробництво за моделями | Поточне виробництво за моделями | Поточне виробництво за моделями |
| ------------------------------- | ------------------------------- | ------------------------------- | ------------------------------- |
| Завод                           | Власник                         | Місцезнаходження                | Модель                          |
| Кассіно                         | FCA Italy S.p.A.                | П'єдімонте-Сан-Джермано         | Giulietta, Giulia               |
| Мірафйорі                       | FCA Italy S.p.A.                | Турин                           | MiTo                            |
| Модена                          | Maserati S.p.A.                 | Модена                          | 4C                              |

## Автомобілі

### Поточні моделі
|  | Giulia | Stelvio | Tonale | 33 Stradale | Junior |
|  | ------ | ------- | ------ | ----------- | ------ |
|  |        |         |        |             |        |

### Вантажні автомобілі та легкий комерційний транспорт

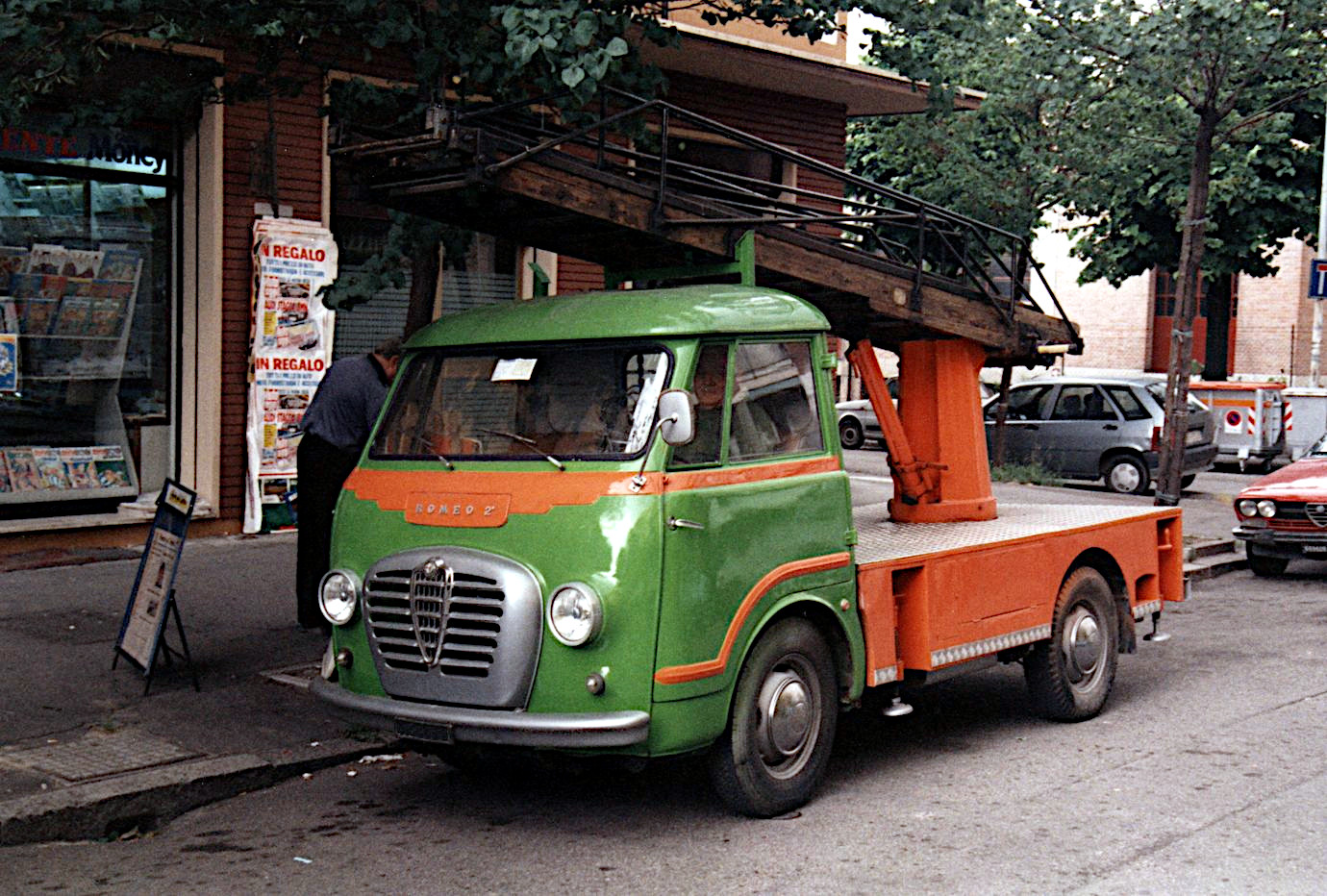
Alfa Romeo Romeo 2

Перші вантажівки Alfa Romeo представила 1930 року. Це були легкі вантажівки та важкі комерційні вантажні моделі, побудовані на базі Büssing (MAN). Виробництво 35-тонних вантажівок було продовжено під час Другої світової війни для італійської армії, пізніше випускалися також машини для Вермахту. Після війни випуск вантажівок продовжився. У 1960-х роках у співпраці з Fiat і Saviem було розроблено кілька моделей легких вантажівок. Виробництво важких вантажних автомобілів було припинено 1967 року. Хоча в Бразилії виробництво важких вантажних автомобілів тривало ще кілька років на дочірній компанії Alfa Romeo — Fábrica Nacional de Motores під назвою FNM. Останніми фургонами компанії були AR6 і AR8, які були аналогами Fiat Ducato та Iveco Daily відповідно. Крім того, Alfa Romeo спеціалізувалася на випуску тролейбусів для Італії, Латинської Америки, Швеції, Греції, Німеччини, Туреччини і Південної Африки. Згодом Alfa Romeo сконцентрувалася на виробництві тільки легкових автомобілів.
Легкі вантажні автомобілі (LCV)
- Alfa Romeo Romeo (1954—1958)
- Alfa Romeo Romeo 2 (до 1966)
- Alfa Romeo Romeo 3 (1966)
- A11/F11
- A12/F12 (до 1983)

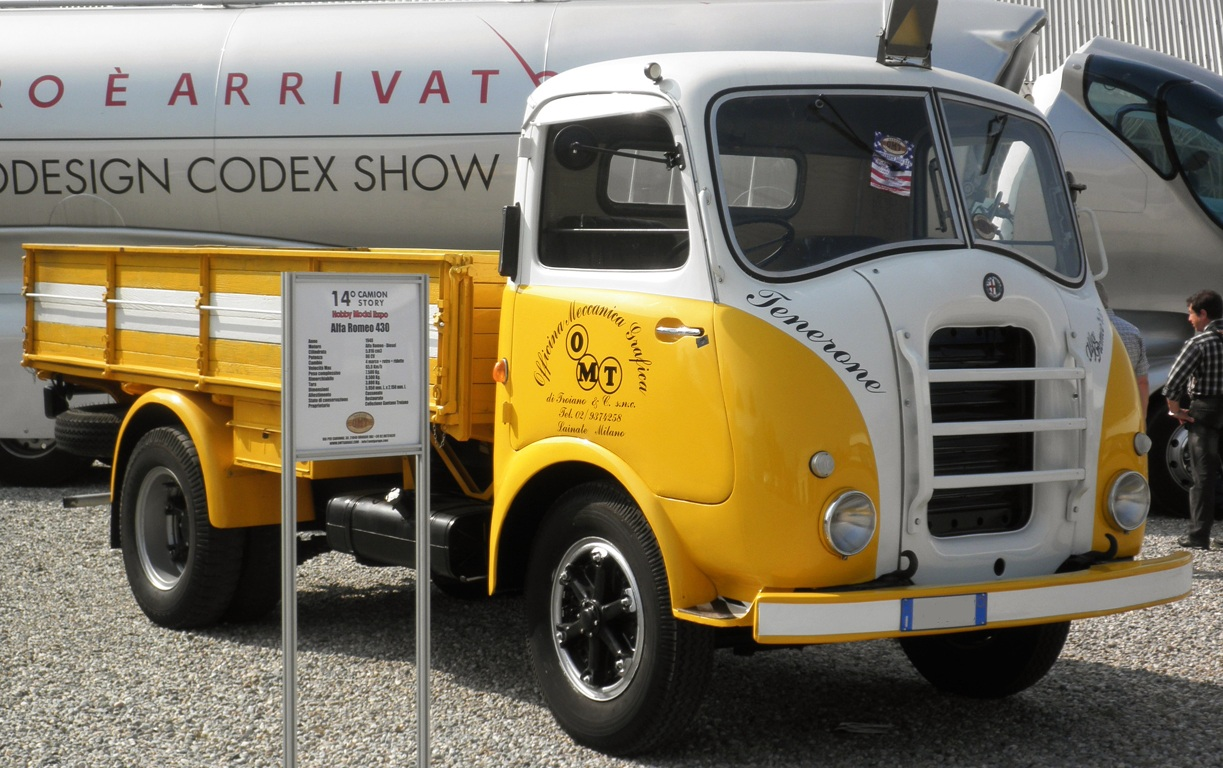
Alfa Romeo 430

- AR8 (на базі першого покоління Iveco Daily)
- AR6 (на базі першого покоління Fiat Ducato)
- Alfa Romeo F20 (за ліцензією Saviem)

Вантажні автомобілі
- Alfa Romeo 50/Alfa Romeo 80 «Biscione» (Büssing — NAG 50/80) (1931—1934)[72]
- Alfa Romeo 85/110 (1934)
- Alfa Romeo 350 (1935)
- Alfa Romeo 430 (1942—1950)[73]
- Alfa Romeo 500 (1937)
- Alfa Romeo 800 (1940—1943)[73]
- Alfa Romeo 900
- Alfa Romeo 950
- Alfa Romeo Mille (Alfa Romeo 1000) (1958—1964)
- Alfa Romeo A15 (за ліцензією Saviem)
- Alfa Romeo A19 (за ліцензією Saviem)
- Alfa Romeo A38 (за ліцензією Saviem)

Автобуси
- Alfa Romeo 40A
- Alfa Romeo 80A
- Alfa Romeo 85A
- Alfa Romeo 110A
- Alfa Romeo 140A
- Alfa Romeo 150A
- Alfa Romeo 430A
- Alfa Romeo 500A
- Alfa Romeo 800A
- Alfa Romeo 900A
- Alfa Romeo 902A
- Alfa Romeo 950A

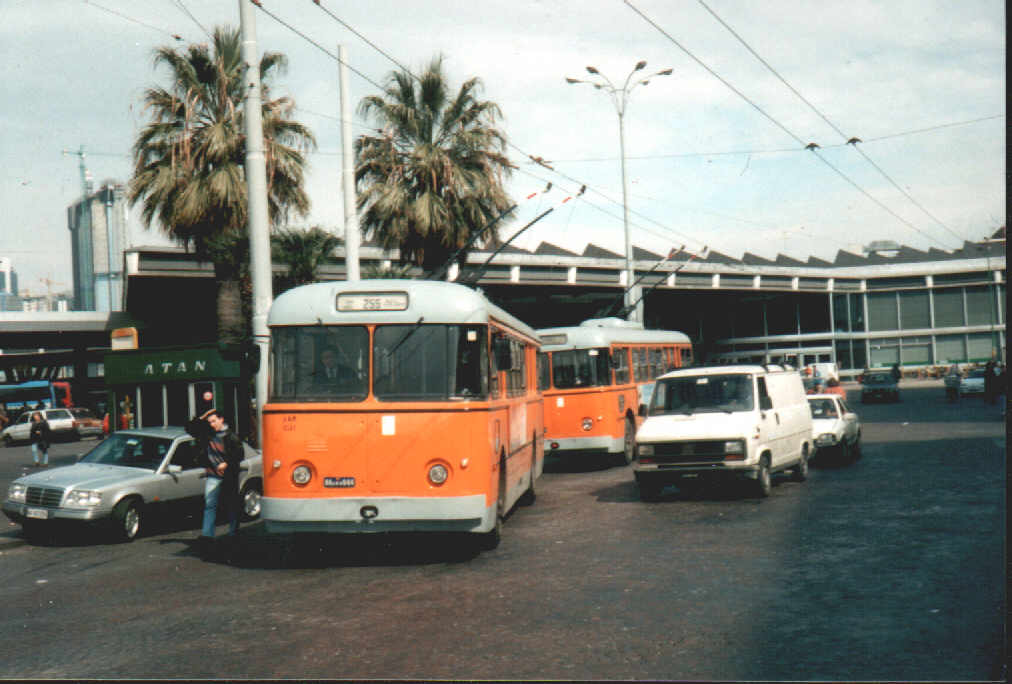
Тролейбус Alfa Romeo 1000 в Неаполі

- Alfa Romeo Mille (автобус) (Alfa Romeo 1000)

Тролейбуси
- Alfa Romeo 110AF (1938)
- Alfa Romeo 140AF (1949)
- Alfa Romeo 800AF
- Alfa Romeo 900AF
- Alfa Romeo Mille AF (Alfa Romeo 1000)

### Концепти
Дизайн завжди грав величезну роль в історії Alfa Romeo. Alfa Romeo випустила величезну кількість концепт-карів, розроблених в основному відомими дизайнерськими будинками і дизайнерами. Наприклад, серія концептів BAT розроблялася з 1950-х років у спільному проекті з італійським дизайнерським ательє Bertone. Інші відомі тюнинг-ательє і дизайнерські будинки, такі як Pininfarina, Bertone, Zagato та ItalDesign Giugiaro зіграли важливу роль в історії Alfa Romeo. Навіть зараз роль цих дизайнерів у житті Alfa Romeo має право на існування.

## Інша діяльність
Хоча Alfa Romeo більше відома як автомобільний виробник, компанія випускала різний комерційний транспорт різних розмірів, залізничні локомотиви, автобуси, трамваї, компресори, генератори, електричні плити, яхти і авіаційні двигуни.

### Автомобільні двигуни
| Рік             | Двигун      | Робочий об'єм                                      |
| --------------- | ----------- | -------------------------------------------------- |
| 1954-1994       | Twin Cam    | 1290, 1567, 1750, 1779, 1962 см3                   |
| 1992-2010       | TwinSpark   | 1370, 1598, 1747, 1749, 1773, 1962, 1970, 1995 см3 |
| 1971-1995       | Flat-4      | 1186, 1286, 1350, 1490, 1712 см3                   |
| 1979-2006       | V6          | 1997, 2492, 2959, 3179 см3                         |
| 2006-по наш час | GM based V6 | 3.2 літра                                          |

### Авіаційні двигуни

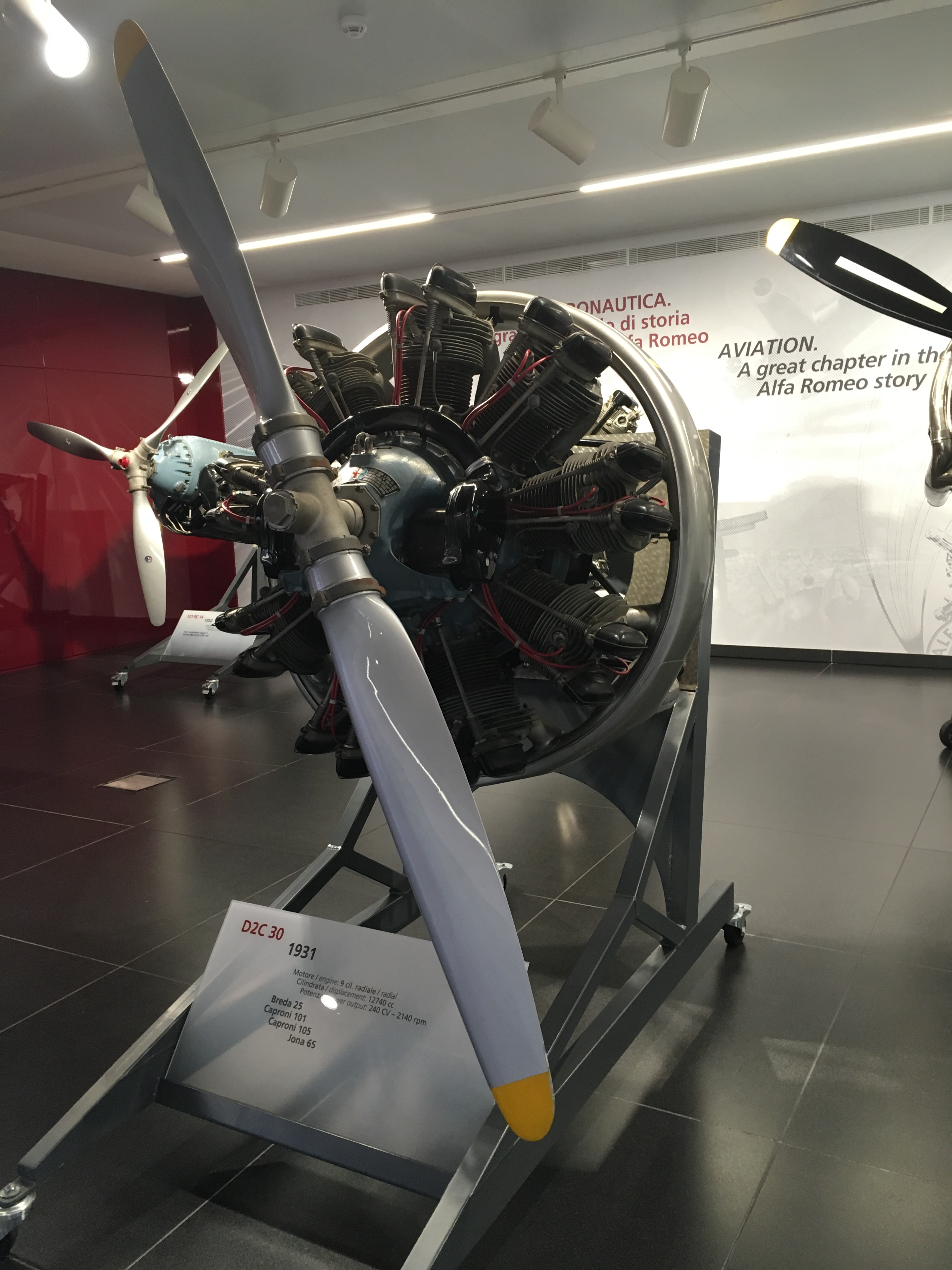
Авіаційний двигун Alfa Romeo D2C

Вперше двигун Alfa Romeo був встановлений на літак ще 1910 року. Це було зроблено на біплані Santoni-Franchini. 1932 року був побудований перший серійний двигун для літаків. Це був двигун D2 (240 к.с.). Він встановлювався на літаки Caproni 101 D2.
У 1930-х двигуни Alfa Romeo встановлювалися на літаки у величезному масштабі: Savoia-Marchetti SM.74, Savoia-Marchetti SM.75, Savoia-Marchetti SM.79 Sparviero, Savoia-Marchetti SM.81 і CANT Z.506 Airone. На всіх літаках стояли тільки двигуни Alfa Romeo. 1931 року було проведено змагання, де Таціо Нуволарі за кермом своєї Alfa Romeo 8C 3000 Monza змагався з літаком Caproni Ca.100. Під час Другої світової війни на італійські винищувачі ставилися деякі двигуни компанії. Найвідоміший RA.1000 R.C.41-I Monsone, є ліцензійною копією німецького двигуна Daimler-Benz DB 601. Ці двигуни стали найефективнішими для бойового літака Macchi C.202 Folgore Італійської армії.
Після війни Alfa Romeo поставляла двигуни Фіату, Aerfer і Ambrosini. У 1960-х роках Alfa Romeo сфокусувалася в основному на поліпшенні і підтримці авіаційних двигунів Curtiss-Wright, Pratt & Whitney, Rolls-Royce і General Electric. Крім того, компанія побудувала перший газотурбінний двигун в Італії, що встановлювався на Beechcraft King Air. 1988 року підрозділ Alfa Romeo Avio було продано компанії Aeritalia, а з 1996 року став вже частиною Fiat Avio. Alfa Avio також була частиною групи розробників нового двигуна T700-T6E1 для гелікоптера NHI NH90.

### Список авіаційних двигунів Alfa Romeo
- Alfa Romeo D2
- Alfa Romeo 110
- Alfa Romeo 115
- Alfa Romeo 121
- Alfa Romeo 125
- Alfa Romeo 126
- Alfa Romeo 128
- Alfa Romeo 135
- Alfa Romeo Lynx
- Alfa Romeo Mercurius
- Alfa Romeo RA.1000
- Alfa Romeo RA-1050
- Alfa Romeo R.C.10
- Alfa Romeo R.C.34
- Alfa Romeo R.C.35
- Alfa Romeo AR.318

### Морські двигуни

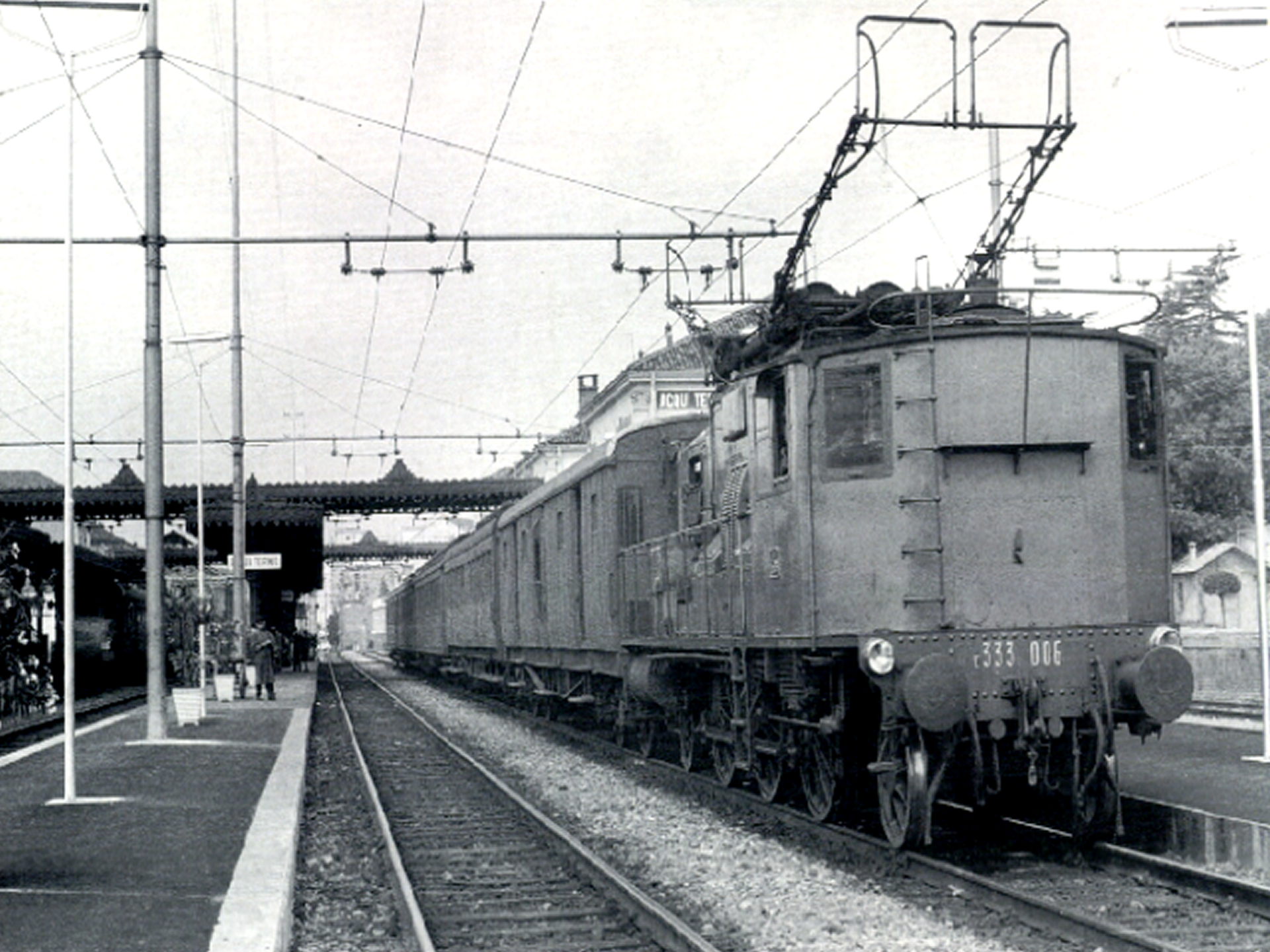
Локомотив FS E.333, побудований інженером Нікола Ромео, у Саронно

Alfa Romeo також випускала морські двигуни. Перший морський двигун був випущений 1929 року. Пізніше, протягом 1937-1939 років, Alfa Romeo продемонструвала свою конструктивну ефективність, сприяючи розвитку морських двигунів.
- 1938 — 12 циліндровий (4,500) 121,710 км/год

## У ЗМІ та в кіно
В Італії, як і в усьому світі, фанатів і власників автомобілів Alfa Romeo називають специфічною назвою, що використовується в усіх країнах, — «Альфістами» (італ. Alfisti). Варто відзначити, що в багатьох країнах світу присутні клуби власників Alfa Romeo. Україна, Росія та Білорусь — не виняток.

### Випускник (фільм)
Можливо, найвідоміша поява і присутність на телеекранах будь-якої з Alfa Romeo — це фільм  Випускник  1967 року, у головній ролі якого знімалися Дастін Гоффман, Кетрін Росс і Енн Бенкрофт. Цей фільм приніс широку популярність моделі Spider. Спеціально для фільму був записаний справжній звук двигуна Spider і були додані спеціальні недоліки в електриці (був відключений датчик рівня палива). У силу своєї появи у фільмі, Alfa Romeo продовжувала продаж Spider аж до 1990-х років, а крім того, була випущена спеціальна версія для США Alfa Romeo Graduate у 1980-х роках.
Одна зі сцен появи Spider у фільмі Випускник була використана Майком Маєрсом у його комедії Світ Уейна 2. Автомобіль Spider був згаданий американським музичним дуетом Simon and Garfunkel у своєму альбомі «Mrs. Robinson», де також дует згадував про непрацюючий датчик палива.
Spider був розроблений у Pininfarina і пройшов кілька рестайлінгів і оновлень, починаючи з кінця 1950-х років. Spider став останньою моделлю, розробленою самим Баттістою «Пінін» Фаріною.

### Джеймс Бонд
Однією із запам'ятовуючих ролей Alfa Romeo в кіно стала участь у Джеймсі Бонді у виконанні Роджера Мура у фільмі 1983 року «Восьминіжка», де Бонд керував GTV6. Автомобіль тікав від погоні двох баварських BMW 5-серії.
Крім того, пара Alfa Romeo 159 Ti з'являлася в початковій сцені Бондіани у фільмі 2008 року «Квант милосердя». У цій сцені Джеймс Бонд на своєму Aston Martin DBS V12 тікав від них неподалік від озера Гарда, Італія. Головну увагу аудиторії було звернуто на звукові якості Alfa Romeo, а саме — на звук «Великого V6» на екрані. Також у фільмі були присутні інші автомобілі компанії — Alfa 156 Carabineri. Інший головний герой картини Рене Матіс також володів моделлю Alfa Romeo — купе 2600 GT.

### Інші кінофільми
- Джульєтта Мазіна в картині режисера Федеріко Фелліні «Джульєтта і духи»  їздила за кермом Giulietta (Spider) .[88]
- Майкл Кейн у картині 1974 року режисера Роберта Парріша  «Marseille Contract»  брав участь в гонках у французьких горах на Alfa Romeo Montreal проти Porsche 911.
- Британський актор Едвард Фокс у фільмі 1973 року «День Шакала» керував білою Giulietta Spider. У фільмі він перефарбовував її в синій колір і тікав від поліції, а потім розбив її.[89]
- Аль Пачіно у ролі Майкла Корлеоне у фільмі «Хрещений батько» керував Alfa Romeo 6C, коли був на Сицилії. Крім того, цей автомобіль був замінований і підірваний з дружиною Майкла Аполлонією всередині.[90]
- Аль Пачіно в ролі Віктора Таранського подарував своїй дочці чорний 2600 Touring Spider на її 16-й день народження у фільмі 2002 року «Симона».
- Джон Малкович у ролі Тома Ріплі у фільмі  «Гра Ріплі»  керував червоною 156 Sportwagon.[91]
- У фільмі 1982 року «Солдат» використовувався седан Alfa Romeo Alfetta в ролі автомобіля втечі.
- У французькій картині «Набережна Орфевр, 36» 2004 року офіцер поліції Лео Фрінкс керував чорною Alfa Romeo GT.
- У комедії 1985 року «Флетч» головний герой Шеві Чейс розшукував Alfa Romeo Spider 1983 року випуску.
- Alfa Romeo Giulietta була автомобілем головного героя у фільмі 2013 року «Форсаж 6». За кермом сиділи Пол Вокер і Джордана Брюстер.
- У картині 2013 року «Транс» використовується седан Alfa Romeo 156 під назвою «червоний автомобіль».
- Герої Філіпа Сеймура Гоффмана, Метта Деймона у фільмі «Талановитий містер Ріплі» управляли червоним кабріолетом Giulietta зразка 1954 року.
- Головний антигерой у серіалі «Коломбо» в серії «Вбивство в Малібу» їздить на Alfa Romeo Spider.

### Телебачення
- У телевізійному детективному серіалі Ein Fall für zwei («Справа за двох», що складається з 250 епізодів) головний актор Клаус Тео Гертнер виконував роль детектива Джозефа Матулі, який завжди керував автомобілем Alfa Romeo. У серіалі використовувалися автомобілі від Giulia Super до сучасних моделей компанії.[92]

- Alfa Romeo зіграла свою «роль» і в австрійському детективному серіалі Комісар Рекс. На початку Тобіас Моретті керував 155,[93] а потім Гедеон Буркгард володів вже 166.

## Реклама і спонсорство

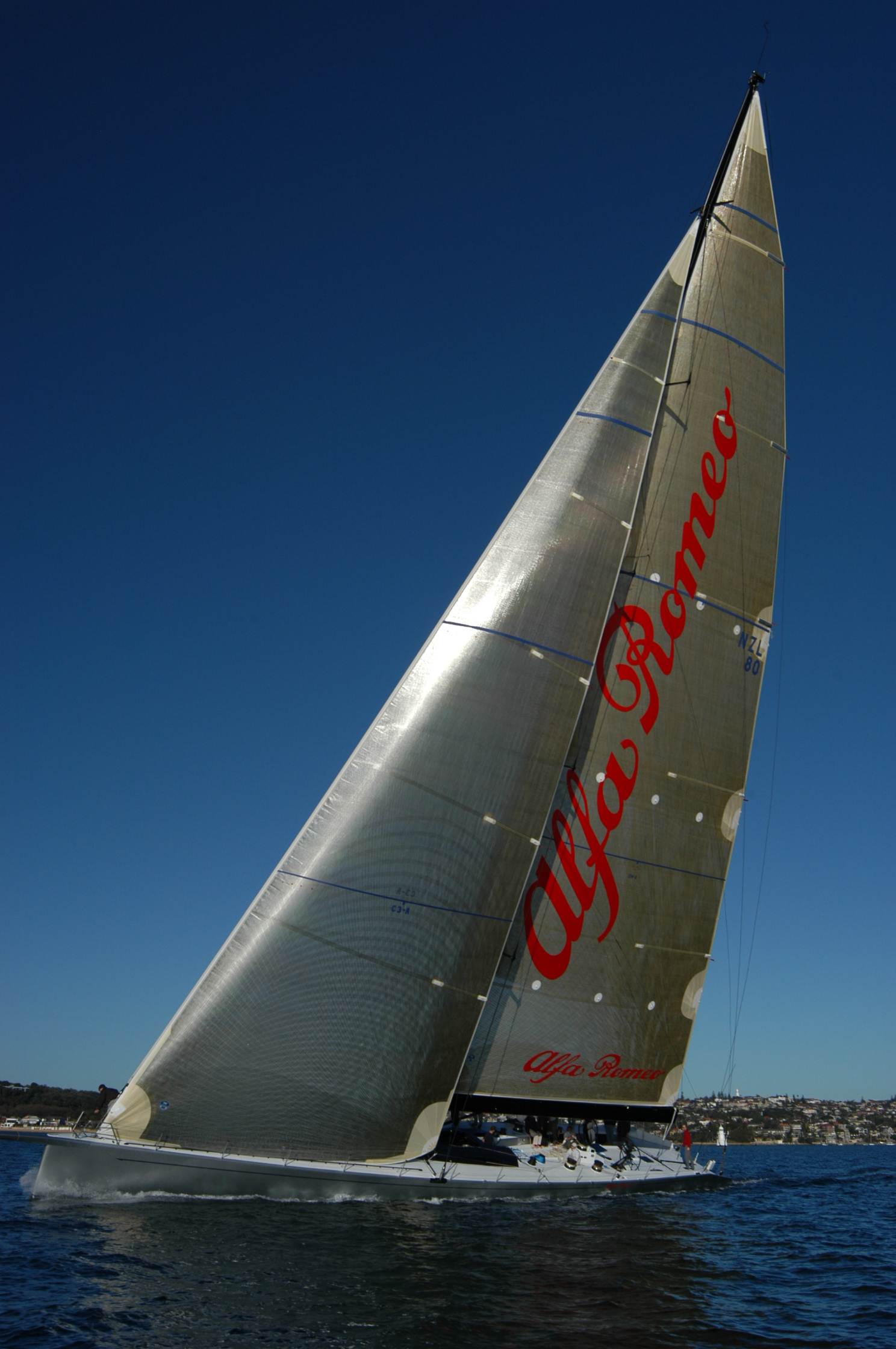
Alfa Romeo II в своєму першому плаванні

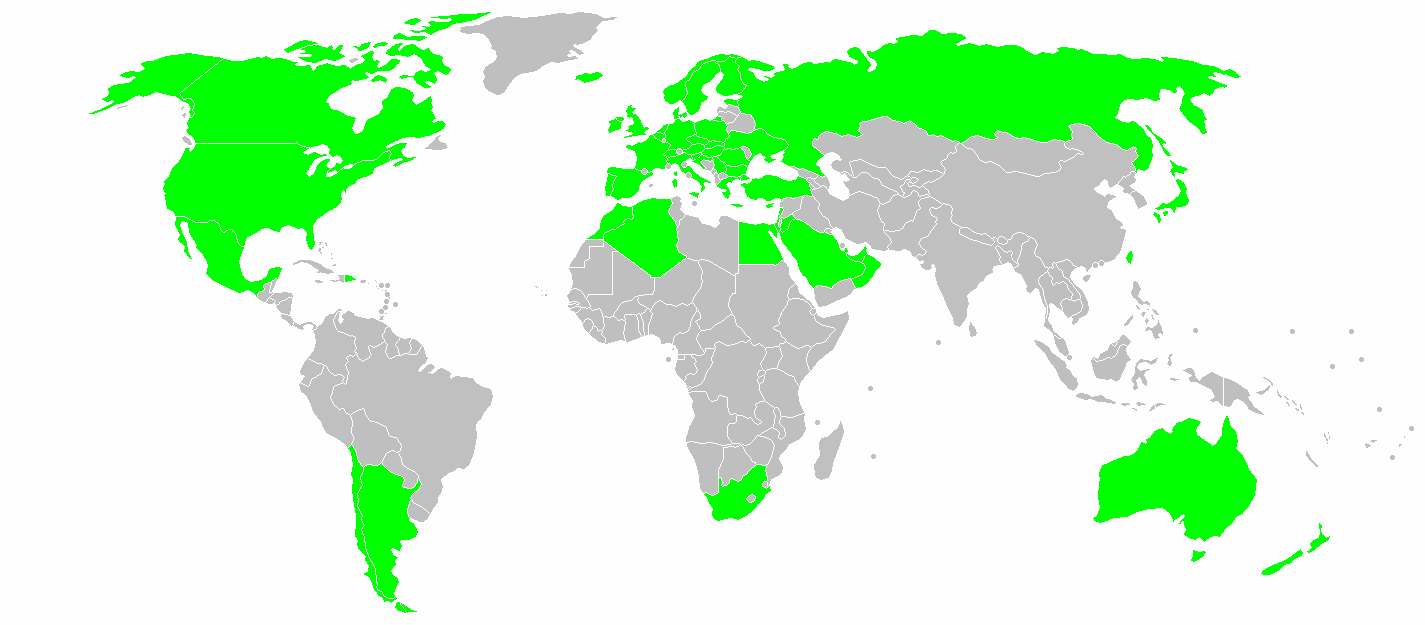
Карта офіційних дилерів Alfa Romeo у світі

Протягом багатьох років Alfa Romeo випускала реклами з різними слоганами, такими як: «Сімейний автомобіль, що виграє перегони» (англ. "The family car that wins races"), який використовується в 1950-х роках у ході рекламної кампанії 1900. Слоган «Гонки з 1911-го» (англ. "racing since 1911") використовувався в багатьох рекламах Alfa Romeo 1960-х років. У 1970-ті роки Alfa Romeo 1750 GTV отримала рекламу: «Якщо така доробка досить хороша для наших гоночних автомобілів, то вона відмінно підійде для вас.» (англ. " if this kind of handling is good enough for our racing cars, it's good enough for you. "). Giulia Sprint GTA випускалася під слоганом: «Автомобіль, яким ви керуєте, — чемпіон!» (англ. "The car you drive to work is a champion"). Більш сучасні слогани, використані в Alfa Romeo, були: «Посередність — це гріх», «Нами рухає пристрасть», «Cuore Sportivo», «Краса. Цього недостатньо», «Без серця ми б були просто машинами» (англ. " Without heart we would be mere machines "). А в даний час — «Механіка емоцій» («La meccanica delle emozioni»).
Як частину своєї рекламної політики, Alfa Romeo була спонсором багатьох спортивних змагань, таких як гонка Mille Miglia. Зараз Alfa Romeo є спонсором у SBK (Superbike World Championship) і спонсором команди Ducati з 2007 року. Компанія є спонсором Goodwood Festival of Speed протягом багатьох років, а 2010 року Alfa Romeo відсвяткувала там своє 100-річчя.  Alfa Romeo Giulietta почала використовуватися з гонки в Монці 2010 року в ролі автомобіля безпеки на етапах Superbike World Championship.
2002 року була випущена Alfa Romeo I — перша максі-яхта від Alfa Romeo. Вона фінішувала першою в цілому у 74-х гонках, включаючи престижну яхт-гонку 2002 року «Від Сіднея до Хобарта». Alfa Romeo II, випущена 2005 року, мала довжину близько 30 метрів. Дана яхта встановила новий світовий рекорд для яхт-однокорпусників у гонці Transpac 2009 року, прийшовши першою з часом у 5 днів, 14 годин, 36 хвилин і 20 секунд. За загальними даними, яхта була першою в 140 гонках. У середині 2008 року було випущено Alfa Romeo III для участі в яхт-гонках під нормативами IRC (Royal Ocean Racing Club). Яхта мала довжину 21,4 метра, а особливістю обробки нутрощів яхти став дизайн від Alfa Romeo 8C Competizione.
У сезоні 2013-2016 років Alfa Romeo була титульним спонсором футбольного клубу Айнтрахт Франкфурт, який виступає в Німецькій Бундеслізі.
Телевізійна автомобільна програма від BBC Top Gear неодноразово стверджувала важливість володіння автомобілем Alfa Romeo для автомобільного ентузіаста, заявивши, що «Ви не справжній автомобільний фанат, якщо у вас не було Alfa Romeo». Ведучі Джеремі Кларксон, Річард Гаммонд та Джеймс Мей постійно хвалили Alfa Romeo за красу та водійські характеристики, хоча італійські автомобілі мали багаторічну погану репутацію за ненадійність. Вони стверджували, що ви (власник) будуєте особисті стосунки з автомобілем, незважаючи на всі його механічні недоліки. Кларксон і Мей раніше мали Alfa Romeo (Кларксон мав GTV6, а Мей — Alfa Romeo 164), і обидва заявили, що вони найбільше шкодують про продаж своїх Alfa Romeo.
Під час Super Bowl LI Alfa Romeo показала три рекламні ролики протягом всієї гри. Цей бренд був єдиним маркою, яку рекламував FCA під час гри, після того, як виключно зосередився на своєму бренді Jeep на Super Bowl 50.

## Список легкових автомобілів Alfa Romeo
|      | Дорожні моделі | Гоночні моделі |
| ---- | --- | --- |
| 1910 | 1910—1920 24HP 1910—1911 12HP 1911—1920 15HP 1913—1922 40/60HP | 1911 15HP Corsa 1913 40/60HP Corsa 1914 Grand Prix |
| 1920 | 1921—1922 20/30HP 1920—1921 G1 1921—1921 G2 1922—1927 RL 1923—1925 RM 1927—1929 6C 1500 1929—1933 6C 1750 | 1922 RL Super Sport 1923 RL Targa Florio 1923 P1 1924 P2 1928 6C 1500 MMS 1929 6C 1750 Super Sport |
| 1930 | 1931—1934 8C 2300 1933—1933 6C 1900 1934—1937 6C 2300 1935—1939 8C 2900 1939—1950 6C 2500 | 1931 Tipo A 1931 8C 2300 Monza 1932 Tipo B (P3) 1935 Bimotore 1935 8C 35 1935 8C 2900A 1936 12C 36 1937 12C 37 1937 6C 2300B Mille Miglia 1937 8C 2900B Mille Miglia 1938 308 1938 312 1938 316 1938 158 1939 6C 2500 Super Sport Corsa |
| 1940 | | 1948 6C 2500 Competizione |
| 1950 | 1950—1958 1900 1951—1953 Matta 1954—1962 Giulietta 1958—1962 2000 1959—1964 Dauphine | 1951 159 1952 6C 3000 CM |
| 1960 | 1962—1968 2600 1962—1976 Giulia Saloon 1963—1967 Giulia TZ 1963—1977 Giulia Sprint 1963—1966 Giulia Sprint Speciale 1965—1967 Gran Sport Quattroruote 1965—1971 GTA 1963—1965 Giulia Spider 1966—1993 Spider 1967—1969 33 Stradale 1967—1977 1750/2000 Berlina | 1960 Giulietta SZ 1963 Giulia TZ 1965 GTA 1965 Tipo 33 1968 33/2 1969 33/3 |
| 1970 | 1970—1977 Montreal 1972—1983 Alfasud 1972—1984 Alfetta седан 1974—1987 Alfetta GT/GTV 1976—1989 Alfasud Sprint 1977—1985 Nuova Giulietta 1979—1986 Alfa 6 | 1972 33/4 1973 33TT12 1976 33SC12 1979 177 1979 179 |
| 1980 | 1983—1994 33 1984—1987 Arna 1984—1987 90 1985—1992 75 1987—1998 164 1989—1993 SZ/RZ | 1982 182 1983 183 1984 184 1985 185 |
| 1990 | 1992—1998 155 1994—2000 145 1994—2000 146 1995—2006 GTV/Spider 1997—2005 156 1998—2007 166 | 1992 155 GTA 1993 155 V6 TI 1993 GTV Cup 1998 156 D2 |
| 2000 | 2000—2010 147 2007—2009 8C Competizione 2008—2010 8C Spider 2003—2010 GT 2005—2010 Brera 2005—2011 159 2006—2010 Spider | 2002 156 GTA Super 2000 2003 156 Super 2000 2003 147 GTA Cup |

## Галерея
|  |  |  |  |
|  |  |  |  |
|  |  |  |  |
|  |  |  |  |
|  |  |  |  |
|  |  |  |  |
|  |  |  |  |
|  |  |  |  |
|  |  |  |  |
|  |  |  |  |
|  |  |  |  |
|  |  |  |  |
|  |  |  |  |
|  |  |  |  |
|  |  |  |  |
|  |  |  |  |
|  |  |  |  |
|  |  |  |  |

|  |  |  |  |
|  |  |  |  |
|  |  |  |  |
|  |  |  |  |
|  |  |  |  |
|  |  |  |  |
|  |  |  |  |
|  |  |  |  |
|  |  |  |  |
|  |  |  |  |
|  |  |  |  |

|  |  |  |  |
|  |  |  |  |
|  |  |  |  |
|  |  |  |  |
|  |  |  |  |
|  |  |  |  |
|  |  |  |  |
|  |  |  |  |

|  |  |  |  |
|  |  |  |  |

|  |  |  |  |
|  |  |  |  |
|  |  |  |  |

|  |  |  |  |
|  |  |  |  |

|  |  |  |
|  |  |  |

|  |  |  |  |
|  |  |  |  |
|  |  |  |  |

|  |  |  |  |
|  |  |  |  |
|  |  |  |  |
|  |  |  |  |